# Dilophosaurus
Dilophosaurus (phát âm tiếng Anh: /daɪˌloʊfəˈsɔːrəs, -foʊ-/) là một chi khủng long chân thú sống ở Bắc Mỹ vào đầu kỷ Jura, khoảng 193 triệu năm trước. Ba bộ xương được phát hiện ở miền bắc Arizona vào năm 1940, và hai mẫu có mức bảo quản tốt nhất được thu thập vào năm 1942. Mẫu vật hoàn chỉnh nhất trở thành mẫu gốc của một loài hoàn toàn mới thuộc chi Megalosaurus, được đặt tên là M. wetherilli bởi Samuel P. Welles vào năm 1954. Welles cũng tìm ra một bộ xương lớn hơn thuộc cùng loài vào năm 1964. Nhận ra rằng mẫu này mang các mào trên sọ của nó, ông đã xếp loài này cho chi mới Dilophosaurus vào năm 1970, dưới danh pháp là Dilophosaurus wetherilli. Tên có nghĩa là "thằn lằn hai mào", và tên loài vinh danh John Wetherill, một ủy viên hội đồng Navajo. Các mẫu vật khác đã được tìm thấy, kể cả một con non. Nhiều dấu chân cũng đã được quy cho loài này, bao gồm cả dấu vết nằm nghỉ. Một loài khác, Dilophosaurus sinensis từ Trung Quốc, được đặt tên vào năm 1993, nhưng sau đó được tìm ra là thuộc về chi Sinosaurus.
Với chiều dài khoảng 7 mét, với trọng lượng khoảng 400 kg, Dilophosaurus là một trong những loài khủng long ăn thịt có mặt sớm nhất, mặc dù nó nhỏ hơn một số loài khủng long chân thú sau đó. Nó mảnh mai và có thân hình nhẹ, và hộp sọ tương đối lớn, nhưng tinh tế. Mõm hẹp, và hàm trên có một khoảng trống hoặc kẽ hở bên dưới lỗ mũi. Nó có một cặp mào hình đĩa dọc trên đầu sọ, tương tự như loài đà điểu đầu mào nhưng với hai đỉnh. Xương hàm dưới mảnh mai và tinh tế ở phía trước, nhưng sâu ở phía sau. Răng dài, cong, mỏng và bị nén ngang. Những cái ở hàm dưới nhỏ hơn nhiều so với hàm trên. Hầu hết các răng đều có răng cưa ở phía trước và sau của chúng. Cổ dài, và đốt sống rỗng, và rất nhẹ. Các chi cánh tay rất mạnh mẽ, với một xương cánh tay dài và mảnh mai. Bàn tay có bốn ngón tay: đầu ngón tay ngắn nhưng mạnh mẽ và mang một móng vuốt lớn, hai ngón tay sau dài hơn và mảnh hơn với móng vuốt nhỏ hơn, và ngón thứ tư là di tích. Xương đùi rất lớn, bàn chân mạnh mẽ, và ngón chân mang những móng vuốt lớn.
Dilophosaurus là một thành viên của họ Dilophosauridae cùng với Dracovenator, một nhóm được đặt giữa Coelophysidae và các theropod sau này. Dilophosaurus là một loài hoạt động và đi bằng hai chân, và có thể đã săn lùng những con vật lớn; nó cũng có thể ăn những con vật và cá nhỏ hơn. Chức năng của các đỉnh mào không rõ; chúng quá yếu để chiến đấu, nhưng có thể đã được sử dụng để phô trương, chẳng hạn như nhận dạng loài và lựa chọn bạn tìn. Nó có thể phát triển nhanh chóng, đạt tốc độ tăng trưởng từ 30 đến 35 kg (66 đến 77 lb) mỗi năm vào đầu đời. Mẫu vật gốc có nhiều bệnh lý, bao gồm chấn thương đã lành và dấu hiệu dị thường phát triển. Dilophosaurus được biết đến từ Thành hệ Kayenta, và sống bên cạnh những con khủng long như Megapnosaurus và Sarahsaurus. Dilophosaurus đã xuất hiện trong tiểu thuyết Jurassic Park và bộ phim chuyển thể cùng tên của nó, trong hai tác phẩm trên, chúng được cho khả năng hư cấu là có thể nhổ nọc độc và xòe hai cái bờm trên cổ, cũng như được miêu tả là nhỏ hơn con vật trong đời thật. Chi này được chỉ định là loài khủng long biểu trưng của bang Connecticut vào năm 2017.

## Lịch sử nghiên cứu

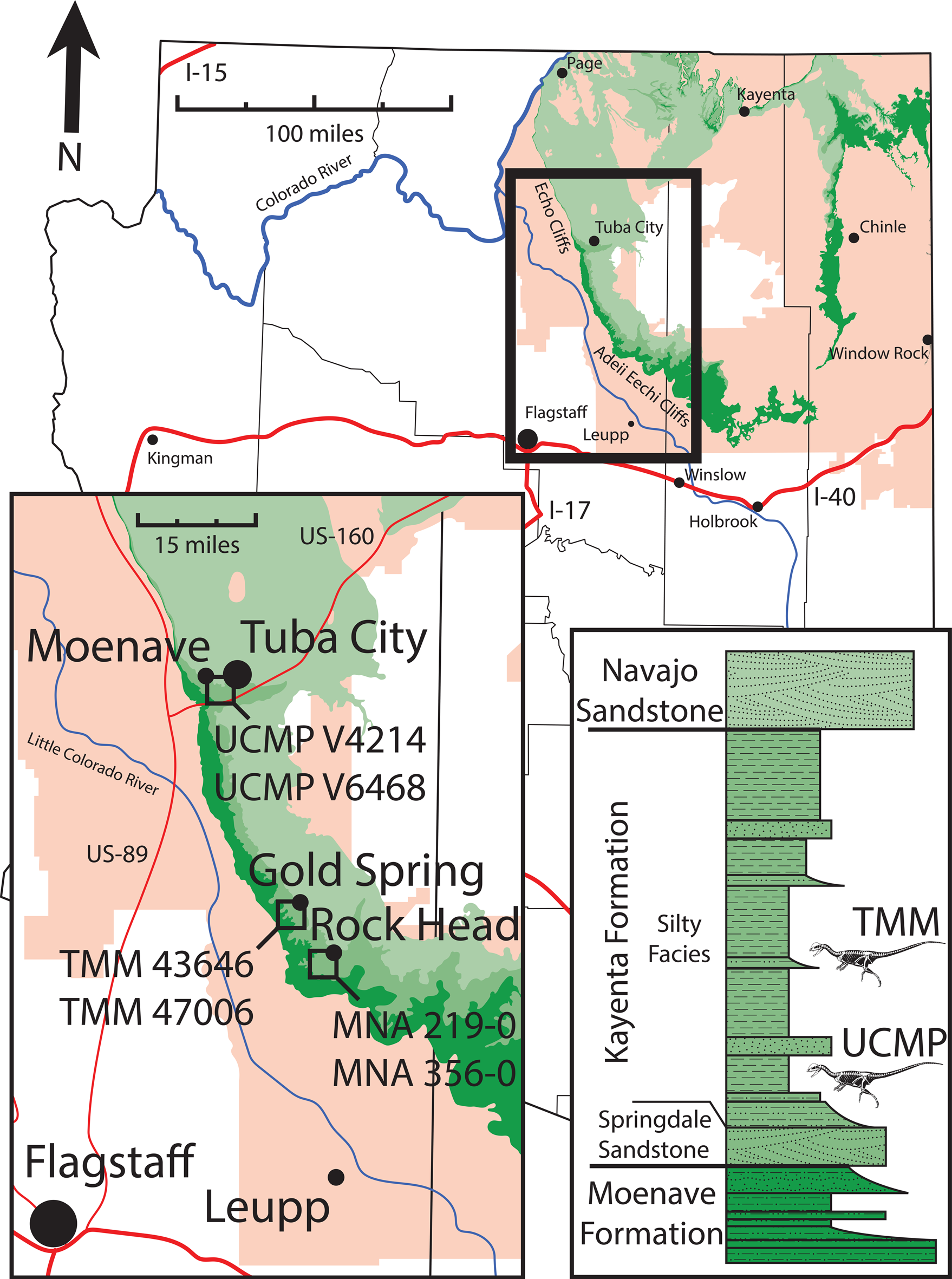
Bản đồ các địa phương tìm ra hóa thạch Dilophosaurus tại miền bắc Arizona (các ô vuông)

Vào mùa hè năm 1942, nhà cổ sinh vật học người Mỹ Charles L. Camp dẫn đầu nhóm thực địa của Đại học Bảo tàng cổ sinh vật học California (UCMP) đi tìm kiếm hóa thạch động vật có xương sống ở miền Bắc quận Navajo, Arizona. Tin tức về đoàn khảo sát tới được tai của cộng đồng người Mỹ bản địa tại đó, và ba thành viên của đoàn khoa học được Jesse Williams người Navajo dẫn đường đến địa điểm ông ta phát hiện vài mẩu xương hóa thạch năm 1940. Khu vực này thuộc thành hệ Kayenta, tọa lạc khoảng 32 km về phía bắc Cameron gần thành phố Tuba nằm trong Xứ Navajo. Tổng cộng có ba bộ xương khủng long được tìm thấy trong đá phiến sét màu tía, tạo thành hình tam giác có một cạnh dài khoảng 9,1 m. Bộ xương thứ nhất gần như hoàn chỉnh, chỉ thiếu phần đầu sọ, xương chậu và một số đốt sống. Bộ xương thứ hai bị bào mòn nghiêm trọng, bao gồm mặt trước của hộp sọ, hàm dưới, một số đốt sống, xương chân tay, và một bàn tay vẫn còn khớp nối. Bộ xương thứ ba bị bào mòn đến nỗi nó chỉ còn một vài đốt xương sống. Bộ xương hoàn chỉnh nhất được bọc trong một khối thạch cao sau 10 ngày khai quật vất vả và chất lên một chiếc xe tải, bộ xương thứ hai được thu thập dễ dàng hơn vì nó lộ thiên gần như hoàn toàn, còn bộ xương thứ ba thì gần như biến mất.
Quá trình làm sạch và lắp ráp mẫu thứ nhất được bắt tay thực hiện bởi nhóm 3 nhà khoa học tại Đại học UCMP dưới sự giám sát của nhà cổ sinh vật học người Mỹ Wann Langston Jr., và mất tận 2 năm để hoàn thành. Bộ xương được gắn trên tường phù điêu theo tư thế thoạt đầu, với một vài thay đổi nhỏ như sau: cái đuôi được đặt cong lên trên, cổ được duỗi thẳng ra hơn, và cái chân trái được di chuyển lên để dễ nhìn hơn so với nguyên trạng. Vì hộp sọ mẫu gốc bị nát, người ta phải tái tạo nó bằng cách kết hợp mặt sau hộp sọ của mẫu đầu tiên và mặt trước của hộp sọ mẫu thứ hai. Xương chậu được tái tạo phỏng theo của Allosaurus, và các bàn chân cũng phải được phục dựng. Đây là bộ xương được bảo tồn tốt nhất trong số các bộ xương khủng long chân thú vào thời buổi bấy giờ, mặc dù vẫn chưa hoàn chỉnh. Năm 1954, nhà cổ sinh vật học người Mỹ Samuel P. Welles, chính là thành viên của nhóm khai quật, mô tả sơ bộ và định danh sinh vật này là một loài mới thuộc chi Megalosaurus, là M. wetherilli. Mẫu vật gần hoàn chỉnh (mẫu UCMP 37302) trở thành mẫu định danh và mẫu thứ hai (UCMP 37303) trở thành mẫu phụ. Danh pháp loài được đặt theo tên của ủy viên hội đồng Navajo John Wetherill, mà Welles mô tả là một "nhà thám hiểm, bạn của các nhà khoa học, và nhà giao dịch đáng tin cậy". Người cháu trai của Wetherill tên là Milton, chính là người báo tin về hóa thạch cho đoàn khảo sát khi xưa. Welles đặt loài này trong chi Megalosaurus bởi tỷ lệ chi giống nhau của chúng so với M. bucklandii và ngoài ra không có sự khác biệt đáng kể nào hết. Vào thời điểm đó, Megalosaurus được coi là "đơn vị phân loài thùng rác", do nhiều loài khủng long được nghiên cứu phân loại một cách cẩu thả thường được xếp vào đó.
Welles quay trở lại Thành phố Tuba vào năm 1964 để xác định niên đại của thành hệ Kayenta (có ý kiến cho rằng tuổi của tầng đá là Trias muộn, nhưng Welles lại cho rằng nó thuộc thế Jura sớm hoặc giữa), và phát hiện một bộ xương khác cách 402,3 km về phía nam nơi tìm thấy các mẫu vật năm 1942. Mẫu vật mới này gần như hoàn chỉnh (mẫu UCMP 77270), được thu thập với sự giúp đỡ của William Breed từ Bảo tàng Bắc Arizona và nhiều cộng sự. Trong khâu chuẩn bị, họ phát hiện mẫu này lớn hơn hẳn các mẫu M. wetherilli trước, và có hai cái mào ở trên đầu. Do xương mào khá mỏng, ban đầu các nhà nghiên cứu tưởng nhầm nó là mảnh xương bên trái của mái sọ bị một loài ăn xác nào đó tha đi mất. Sau khi nhận ra đó là cái mào nằm về bên phải đường chỉ giữa, họ cũng nhận ra rằng sẽ có một cái mào đối xứng nằm bên trái. Phát hiện này khiến họ phải kiểm lại mẫu định danh, và tìm thấy phần cuống còn sót lại của hai mảnh xương mỏng hướng lên trên, bị nghiền nát với nhau. Trước đây, chúng được coi là hai phần của xương gò má bị thất lạc. Họ đi đến kết luận rằng các mẫu vật năm 1942 đều là những con chưa trưởng thành, còn mẫu năm 1964 mới là con trưởng thành, to hơn một phần ba so với các mẫu trước.
Welles và một trợ lý sau này sửa lại giá treo mẫu gốc dựa trên bộ xương mới, bằng cách phục dựng lại mào và xương chậu, kéo dài xương sườn cổ, và đặt chúng gần nhau hơn. Sau khi nghiên cứu các bộ xương khủng long chân thú ở Bắc Mỹ và châu Âu, Welles nhận ra rằng loài này không thuộc về chi Megalosaurus, và cần một cái tên chi mới. Tại thời điểm đó, chưa có một mẫu loài khủng long nào có cặp mào như vậy ở trên đầu, và do đó, giới cổ sinh vật học bấy giờ dành sự quan tâm rất lớn cho loài mới này. Một bản sao của mẫu gốc đã được tạo dựng, và các phiên bản sợi thủy tinh của loài này đã được phân phối cho các cuộc triển lãm khác nhau; để dán nhãn cho các mô hình khi trưng bày, Welles quyết định đặt tên chi mới trong một ghi chú ngắn gọn thay vì đợi đến khi công bố một mô tả chi tiết. Năm 1970, Welles đặt tên chi mới là Dilophosaurus, từ tiếng Hy Lạp di (δι) có nghĩa là "hai", lophos (λόφος) có nghĩa là "đỉnh" hay "mào", và sauros (σαυρος) có nghĩa là "thằn lằn"; ghép lại thành "thằn lằn hai mào". Welles công bố mô tả chi tiết về bộ xương của Dilophosaurus vào năm 1984, nhưng mẫu năm 1964 vẫn chưa được mô tả chính thức. Dilophosaurus là loài khủng long chân thú được nghiên cứu kỹ nhất từ tầng đá Jura sớm, và chúng cũng thường là những bộ xương được bảo tồn tốt nhất ở độ tuổi đó.
Năm 2001, nhà cổ sinh vật học người Mỹ Robert J. Gay đã xác định hiện vật còn lại của ít nhất ba mẫu vật Dilophosaurus mới (con số này dựa trên sự hiện diện của ba mảnh xương mu và hai khuỷu tay có kích thước khác nhau) trong bộ sưu tập của Bảo tàng Bắc Arizona. Các mẫu vật đã được tìm thấy vào năm 1978 tại Rock Head Quadrangle, cách 190 km (120 mi) nơi các mẫu vật gốc được tìm thấy, và đều được dán nhãn là "khủng long chân thú lớn". Dù hầu hết các vật liệu bị hư hại, chúng lại là những vật liệu bổ sung cho mẫu gốc, bao gồm một phần của xương chậu và một số xương sườn. Một số vật liệu trong bộ sưu tập thuộc về một con non (MNA P1.3181), mẫu vật trẻ nhất được biết đến của chi này, và một trong những con khủng long non được khai quật sớm nhất Bắc Mỹ chỉ sau một số mẫu Coelophysis. Mẫu vị thành niên bao gồm một phần xương cánh tay, một phần xương mác, và một mảnh răng. Năm 2005, nhà cổ sinh vật học người Mỹ Ronald S. Tykoski gán chi Dilophosaurus cho một mẫu vật (TMM 43646-140) từ Gold Spring, Arizona, nhưng vào năm 2012, nhà cổ sinh vật học người Mỹ Matthew T. Carrano và các đồng nghiệp lại tìm thấy một số chi tiết khác biệt.

### Các loài từng được quy cho chi

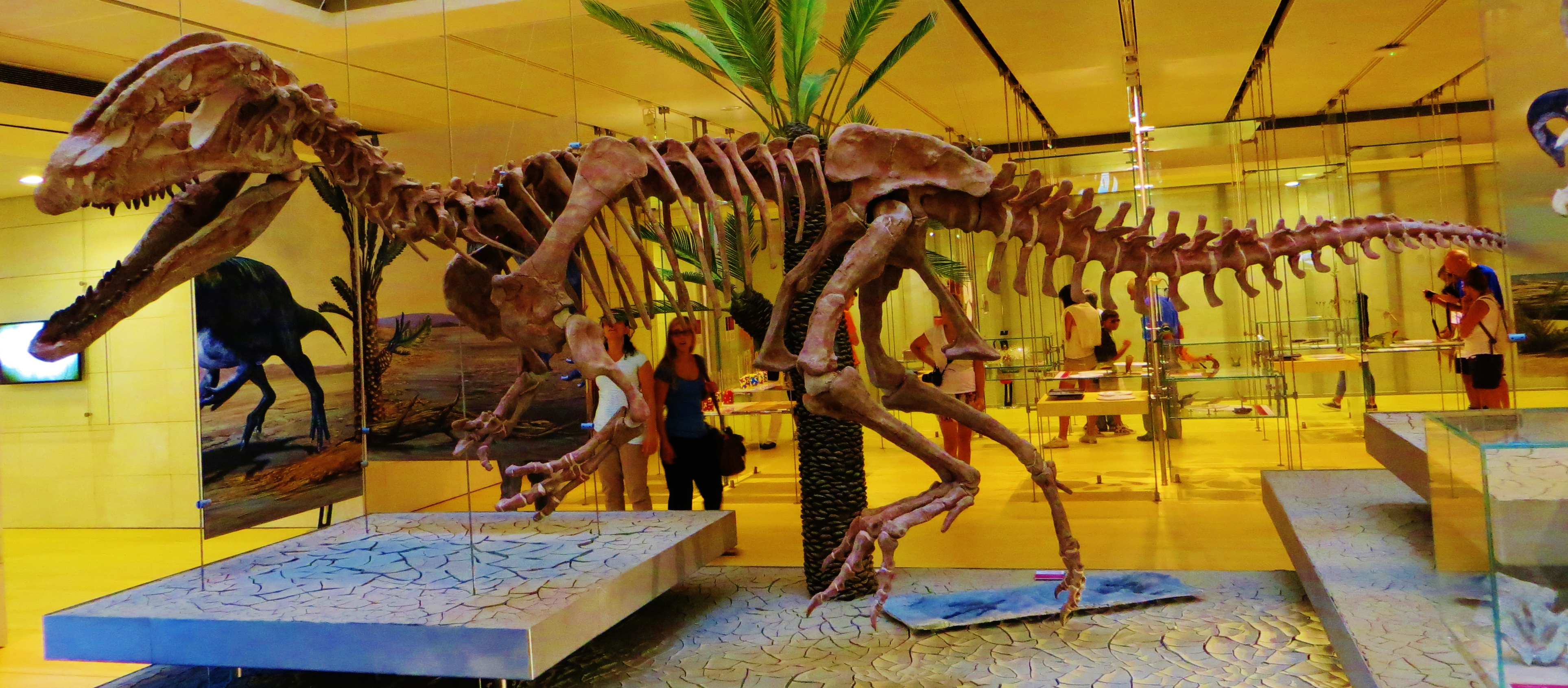
Khung xương phục dựng của loài Sinosaurus sinensis từ Trung Quốc, thoạt đầu được mô tả là một mẫu của chi Dilophosaurus, Museo delle Scienze

Năm 1984, Welles cho rằng mẫu vật năm 1964 (UCMP 77270) không thuộc về Dilophosaurus mà là một chi mới, dựa trên sự khác biệt về sọ, đốt sống và xương đùi. Ông cho rằng cả hai chi đều có cặp đỉnh, nhưng hình dạng chính xác cặp mào của Dilophosaurus chưa thể được xác định. Welles qua đời vào năm 1997, trước khi ông có thể đặt tên cho loài khủng long mới này, nhưng ý tưởng cho rằng hai loài này là các chi riêng biệt rơi vào quên lãng kể từ đó. Năm 1999, nhà cổ sinh vật học nghiệp dư người Mỹ Stephan Pickering công bố tên riêng mới cho loài Dilophosaurus "breedorum" dựa trên mẫu vật năm 1964, nhằm vinh danh Breed, người hỗ trợ thu thập vật liệu. Cái tên này được coi là một nudum nomen, tức là một danh pháp được công bố không hợp lệ, và Gay chỉ ra trong năm 2005 rằng không có sự khác biệt đáng kể giữa D. "breedorum" và các mẫu D. wetherilli khác. Năm 2012, Carrano và đồng nghiệp tìm thấy nhiều điểm khác nhau giữa mẫu 1964 và mẫu định danh, nhưng cho rằng những khác biệt đó chỉ ở mức cá thể chứ không khác hẳn ở mức loài.
Một bộ xương khủng long chân thú gần như hoàn chỉnh (KMV 8701) đã được phát hiện tại hệ tầng Lục Phong, tại tỉnh Vân Nam, Trung Quốc, vào năm 1987. Nó tương tự như Dilophosaurus, sở hữu một cặp mào và một kẽ hở giữa xương-trước hàm trên và xương hàm trên, nhưng khác nhau ở một số chi tiết. Nhà cổ sinh vật học Trung Quốc Shaojin Hu cho rằng nó là một loài mới thuộc chi Dilophosaurus, đặt tên là D. sinensis vào năm 1993 (tiếng Hy Lạp Sinai nghĩa là Trung Quốc). Năm 1998, nhà cổ sinh vật học người Mỹ Matthew C. Lamanna và các đồng nghiệp phát hiện mẫu hoá thạch D. sinensis giống hệt Sinosaurus triassicus, một loài khủng long chân thú từ cùng một thành hệ, được đặt tên vào năm 1940. Kết luận này đã được xác nhận bởi nhà cổ sinh vật học Lida Xing và các đồng nghiệp vào năm 2013, và mặc dù nhà cổ sinh vật học Trung Quốc Guo-Fu Wang và các đồng nghiệp xác định loài này thuộc chi Sinosaurus vào năm 2017, họ cho rằng rất có khả năng nó là loài S. sinensis.

## Miêu tả

Kích thước của mẫu lớn nhất được biết (trái) và mẫu định danh (phải) so với con người

Dilophosaurus là một trong những loài khủng long săn mồi lớn xuất hiện sớm nhất, một theropod cỡ trung bình, mặc dù vẫn nhỏ nếu đem so sánh với những loài khủng long ăn thịt sau này. Kích thước của nó gần tương đương như một con gấu nâu, với cơ thể thon và nhẹ. Mẫu lớn nhất được biết nặng tầm 400 kg, dài khoảng 7 mét, và sọ dài 590 mm. Mẫu định danh nhỏ hơn nặng tầm 283 kg, dài 6,03 mét, với chiều cao hông khoảng 1,36 mét, và sọ dài 523 mm. Dựa trên dấu vết ngồi nghỉ của một loài theropod nào đó tương tự như Dilophosaurus và Liliensternus được tìm thấy vào năm 1996, một số nhà nghiên cứu cho hay có thể nhìn thấy di tích của lông vũ quanh vùng bụng và chân. Tuy vậy, các nhà nghiên cứu khác giải thích hiện tượng này là sự cô đặc trầm tích khi con khủng long đó di chuyển, tất nhiên, họ không hoàn toàn bác bỏ giả thuyết con khủng long đó sở hữu lông vũ.

### Hộp sọ
Hộp sọ của Dilophosaurus tương đối lớn khi so với toàn bộ xương, nhưng lại rất mỏng manh. Mõm hẹp khi nhìn từ phía trước, trở nên hẹp hơn về phía đầu tròn. Xương trước-hàm trên (premaxilla) dài và thấp khi nhìn từ phía bên, hình củ hành phồng to khi nhìn từ phía trước, và bề mặt bên ngoài của nó ít lõm dần khi đi từ mõm đến lỗ mũi. Lỗ mũi của nó xa hơn về phía sau nếu so với các khủng long chân thú khác. Các xương trước-hàm gắn rất gần nhau, và mặc dù xương trước-hàm trên chỉ có điểm nối với xương hàm trên (maxilla) ở điểm chính giữa mà không có điểm nối bên cạnh nào khác, những xương đó vẫn tạo được một khớp rất chắc chắn bởi sự khóa liên động (interlocking articulation) giữa mỏm hướng trước và mỏm hướng sau của chúng. Tại mép dưới hướng về sau của xương trước-hàm trên, xương trước-hàm trên và xương hàm trên tạo thành một khoảng trống gọi là kẽ hở dưới lỗ mũi (tiếng Anh: "subnarial gap" hay "kink"). Hàm trên của các loài khủng long coelophysoid cũng có một kẽ hở tương tự kiểu này. Kẽ hở dưới lỗ mũi đó lại tạo ra một kẽ hở giữa hai hàng răng (tiếng Anh: "diastema" hay "notch"). Trong kẽ hở dưới lỗ mũi đó là một chỗ trống sâu nằm ngay sau hàng răng của xương trước-hàm trên, gọi là hố dưới lỗ mũi (subnarial pit), được bao quanh bởi sống xương (keel) hướng xuống của xương-trước hàm trên.
Bề mặt ngoài của xương trước-mõm trên được bao phủ bởi các lỗ (foramen) với đủ loại kích thước. Phần trên của hai mỏm mọc chĩa về phía sau hướng thấp rất dài, và cấu thành phần lớn đường viền trên của lỗ mũi thuôn dài. Nó có một chiều dốc về phía mặt tiền, mà làm cho khu vực dưới của nó lõm lại. Mặt dưới của đầu mõm trên chứa các alveoli (ổ cắm răng) hình bầu dục. Xương mõm trên nông cạn, và biến dạng xung quanh cửa sổ trước hố mắt (một lỗ lớn ở phía trước của mắt), tạo thành một lõm được làm tròn về phía trước, và mượt hơn so với phần còn lại của hàm trên. Một lỗ gọi là vùng cửa sổ trước hố mắt mở ra trong rãnh này ở phía trước uốn cong. Lỗ lớn chạy ở phía bên của hàm trên, trên phần lỗ chân răng. Một rãnh dinh dưỡng sâu chạy ngược từ hố dưới lỗ mũi theo đáy của các tấm kẽ răng của hàm trên.

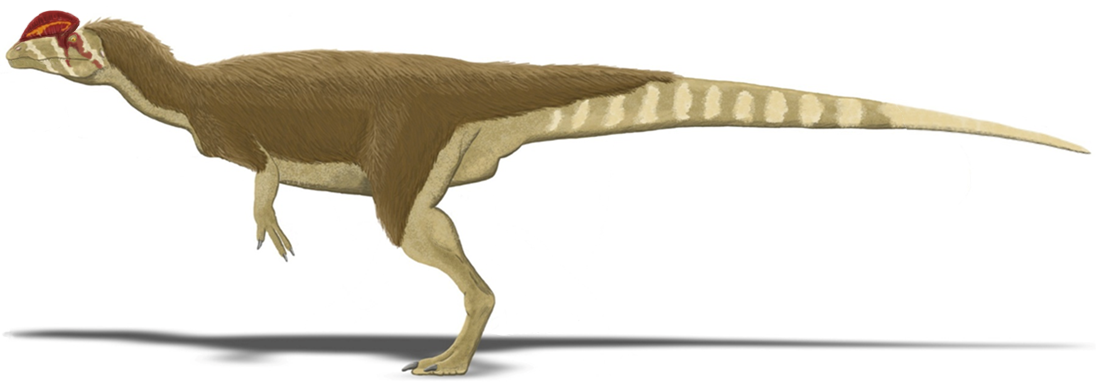
Phục dựng chi Dilophosaurus với bộ lông vũ và đỉnh mào giả định

Dilophosaurus có một cặp mào cao, mỏng, và cong (hoặc hình tấm đĩa) theo chiều dọc trên đỉnh hộp sọ. Mào được hình thành phần lớn từ xương lệ và một phần bởi xương mũi. Cặp mào mở rộng lên trên và giống với của một con đà điểu đầu mào với hai đỉnh. Là một đặc điểm đặc biệt, mỗi đỉnh cũng có một hình chiếu ngược giống ngón tay. Bề mặt trên của xương mũi giữa các đỉnh rất lõm, và phần mũi của đỉnh chồng lên phần xương lệ. Vì chỉ có một mẫu duy nhất bảo quản lại hình dạng của các đỉnh, không rõ liệu mào của chúng khác nhau ở từng cá thể hay không. Xương lệ có một vành dày bao ở trên khác biệt, nơi nó tạo thành biên giới phía trên ở phía sau của cửa sổ trước hố mắt. Xương trước trán tạo thành mái của hố mắt, và có một thanh chữ L khiến bề mặt trên của hố mắt bị lõm lại. Hố mắt có hình bầu dục và hẹp về phía dưới. Xương gò má có hai mỏm trỏ lên trên, cái đầu tiên trong số đó tạo thành một phần lề dưới của cửa sổ trước hố mắt, và một phần của lề dưới hố mắ. Sự chiếu của xương vuông vào cửa sổ phía sau mắt tạo thành một chu vi hình quả thận. Lỗ chẩm (hố lớn nằm phía dưới xương chẩm để cho tủy sống đi qua) chiếm khoảng một nửa bề rộng của lồi cầu xương chẩm, có hình trái tim, và có một cổ ngắn và một rãnh ở bên.

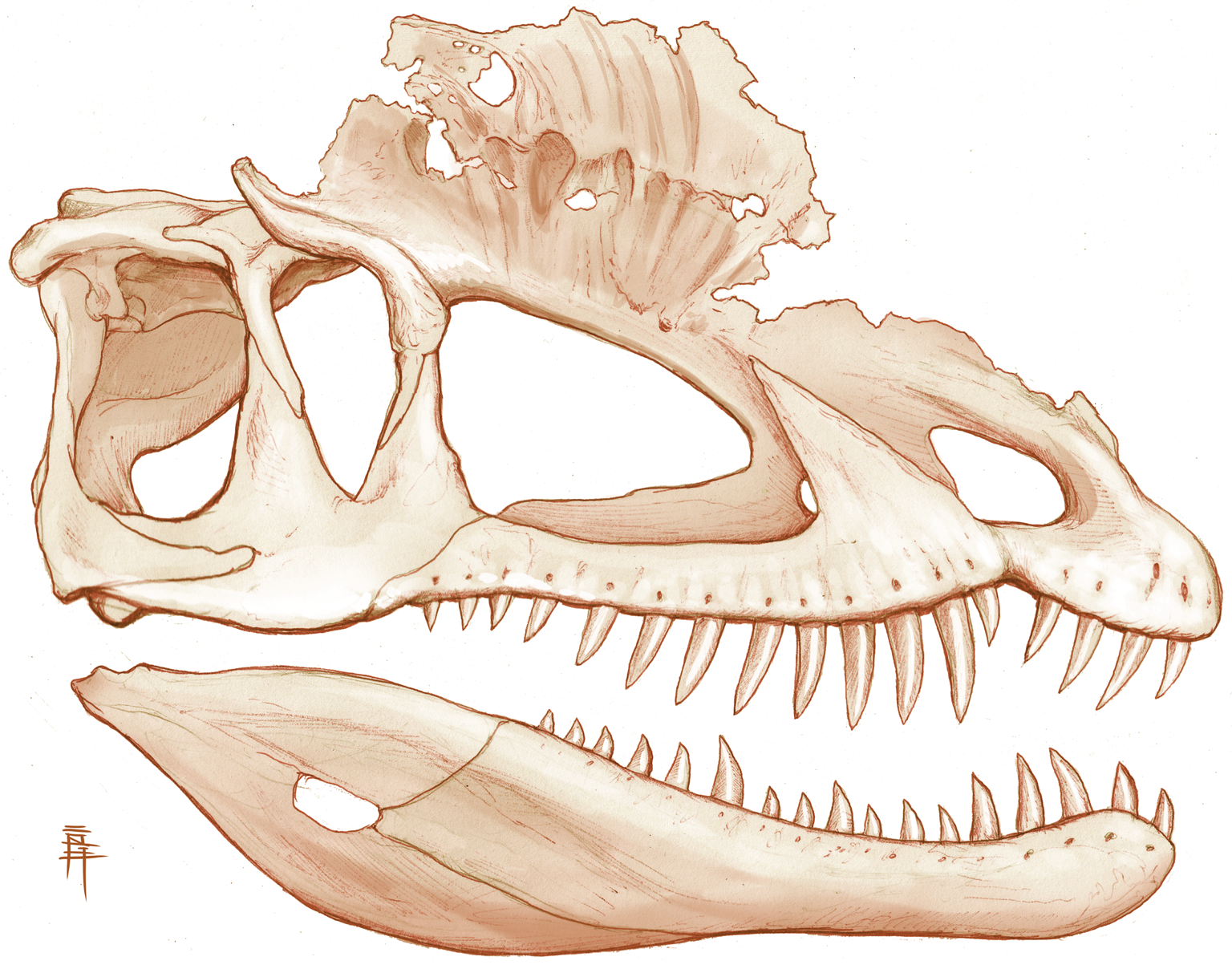
Phục dựng hộp sọ của Dilophosaurus với phần mào còn sót lại trồi ra

Hàm dưới có vẻ mảnh khảnh và tinh tế ở phía trước, nhưng vùng khớp (nơi nó kết nối với hộp sọ) rất to, và nằm sâu xung quanh cửa sổ hàm dưới (một khe hở bên). Các cửa sổ này nhỏ trong loài Dilophosaurus, so với của coelophysoid. Mỏm dưới sau cùng của cung gò má của hàm dưới (đỉnh nhọn chĩa ra sau) rất dài, và xương surangular (một phần xương hàm dưới) ngang. Xương răng (phần phía trước của hàm dưới mà hầu hết các răng mọc lên) có độ cong lên chứ không nhọn. Cằm có một lỗ lớn ở mũi, và một hàng lỗ nhỏ chạy song song với mép trên của xương răng. Ở phía bên trong, đường chỉ giữa hàm dưới (nơi hai nửa của hàm dưới kết nối lại) phẳng và mịn, và không có dấu hiệu nào được hợp nhất với nửa đối diện của nó. Một lỗ Meckelian chạy dọc theo bên ngoài của hàm răng.
Dilophosaurus có bốn răng trên mỗi xương đầu mõm của hàm trên, mười hai trên mỗi xương hàm trên, và mười bảy trên mỗi xương răng. Răng nói chung dài, thon và cong vào, với các đáy tương đối nhỏ. Chúng được nén ngang, hình bầu dục theo mặt cắt ngang ở đáy, dạng thấu kính (hình ống kính) ở trên, và hơi lõm ở mặt ngoài và mặt trong của chúng. Răng lớn nhất của hàm trên thuộc hoặc gần xương ổ răng thứ tư, và chiều cao của vòng đỉnh răng làm giảm chiều cao của các cái ở sau. Răng đầu tiên của hàm trên chỉ hơi hướng về phía trước từ ổ răng của nó bởi vì đường viền dưới của mỏm xương đầu mõm của hàm trên (hướng về phía mõm) hướng thẳng lên. Răng của xương răng nhỏ hơn nhiều so với hàm răng của hàm trên. Răng thứ ba hoặc thứ tư trong răng của Dilophosaurus và một số coelophysoids là lớn nhất, và dường như phù hợp với khoảng cách dưới lỗ mũi của hàm trên. Hầu hết các răng đều có răng cưa ở các cạnh trước và sau, được bù bằng các rãnh dọc, và nhỏ hơn ở phía trước. Có 31 đến 41 răng cưa trên các cạnh phía trước, và 29 đến 33 ở cạnh sau. Ít nhất răng thứ hai và thứ ba của răng trước có răng cưa, nhưng răng thứ tư thì không. Răng được phủ trong một lớp mỏng men, dày từ 0,1 đến 0,15 mm, kéo dài xa về phía chân của chúng. Các ổ răng có hình elip đến gần như tròn, và tất cả đều lớn hơn các chân răng mà chúng chứa, do đó có thể răng của chúng đã được giữ lỏng lẻo trong hàm. Mặc dù số lượng ổ răng dường như chỉ ra rằng răng rất đông đúc, chúng khá xa nhau, do kích thước lớn hơn của ổ. Hàm có chưa nhiều răng thay thế ở các giai đoạn mọc khác nhau. Các tấm kẽ răng rất thấp.

### Khung xương sau sọ
Dilophosaurus có 10 đốt sống cổ, 14 đốt sống lưng và 45 đốt sống đuôi. Nó có một cái cổ dài, có lẽ được uốn cong gần 90° bởi hộp sọ và bên vai, giữ hộp sọ trong tư thế nằm ngang. Các đốt sống cổ nhẹ bất thường; centra của chúng ("phần thân" của đốt sống) được làm rỗng bởi pleurocoels và centrocoels (khoang bên trong). Các vòm của đốt sống cổ cũng có chonoses, các rãy hình nón lớn đến nỗi xương tách chúng đôi khi rất mỏng manh. Các thân đốt phẳng-lõm, bằng phẳng mà hơi lồi ở phía trước và lõm lại ở phía sau, tương tự như của loài Ceratosaurus. Điều này chỉ ra rằng cổ của chúng rất linh hoạt, mặc dù nó có các sườn cổ dài, chồng lên nhau hợp nhất với thân đốt sống cổ. Xương sườn cổ mảnh mai và có thể cong dễ dàng. Xương atlas (đốt sống cổ thứ nhất gắn vào hộp sọ) có một khối thân đốt nhỏ, và có sự lõm ở phía trước, nơi nó tạo thành một cái cúp cho lồi cầu xương chẩm (chỗ lồi lên kết nối với đốt sống atlas) ở mặt sau của hộp sọ. Đốt trục (đốt sống cổ thứ hai) có cột sống nặng, và có các mỏm khớp dưới (postzygapophyses) nối với các mỏm khớp trên hay (prezygapophyses) dài cong lên của đốt sống cổ thứ ba. Các centra và mỏm gai của đốt sống cổ dài và thấp, và mỏm gai có hình lưỡi trai tạo thành hình chữ thập Mantit khi nhìn từ trên xuống, một đặc điểm độc nhất của loài khủng long này. Các xương sống thần kinh của đốt sống lưng cũng thấp và mở rộng trước và sau, tạo thành các chỗ bám mạnh mẽ cho dây chằng. Các đốt sống xương cùng mà chiếm chiều dài của lưỡi xương chậu dường như không hợp nhất. Các centra của đốt sống đuôi rất đồng nhất về chiều dài, nhưng đường kính của chúng trở nên nhỏ hơn khi về phía sau, và chúng có tiết diện bắt đầu từ hình elip đến hình tròn.
Các xương vai có chiều dài trung bình và lõm vào bên trong để thuận theo độ cong của cơ thể. Các xương vai khá rộng, đặc biệt là phần trên, hình chữ nhật, một dặc điểm độc đáo. Các xương quạ có hình elip, và không hợp nhất với xương vai. Các cánh tay rất mạnh mẽ, có hố sâu và các mõm lớn tạo diện tích cho các cơ và dây chằng bám lên. Xương cánh tay (xương chi cánh tay trên) to và mảnh khảnh, với một cục xương cẳng tay lớn, và xương trụ (xương chi cánh tay dưới) to thẳng, với một mỏm khủyu lớn. Bàn tay gồm bốn ngón tay: ngón đầu tiên ngắn hơn nhưng mạnh hơn hai ngón sau, với một móng vuốt lớn, và hai ngón sau dài hơn và mảnh hơn, với móng vuốt nhỏ hơn. Ngón thứ ba bị giảm kích cỡ, và ngón thứ tư là di tích (giữ lại, nhưng không có chức năng gì). Đỉnh của cánh xương chậu cao nhất trên cuống xương chậu (mõm chĩa xuống của xương chậu), và phần bên ngoài của nó là lõm. Chân của xương mu chỉ hơi mở rộng, trong khi đầu thấp hơn được mở rộng nhiều hơn với đốt háng, nó cũng có một trục rất mỏng. Chân sau có kích thước lớn, với xương đùi (xương chân trên) dài hơn hơn xương chày (xương chân thấp), trái lại với, ví dụ, loài Coelophysis. Xương đùi to; trục của nó có hình sigmoid (cong chữ S), và đốt chuyển to nằm trên trục. Xương chày có mấu lồi phát triển và được mở rộng ở đầu cuối thấp. Xương sên (xương mắt cá chân) được tách ra từ xương chày và xương gót chân, và hình thành một nửa lỗ cho xương mác. Loài này có đôi chân dài, to với ba ngón chân phát triển tốt mang những móng vuốt lớn. Ngón chân thứ ba là khỏe nhất, và ngón chân cái nhỏ được giữ rời khỏi mặt đất.

## Phân loại

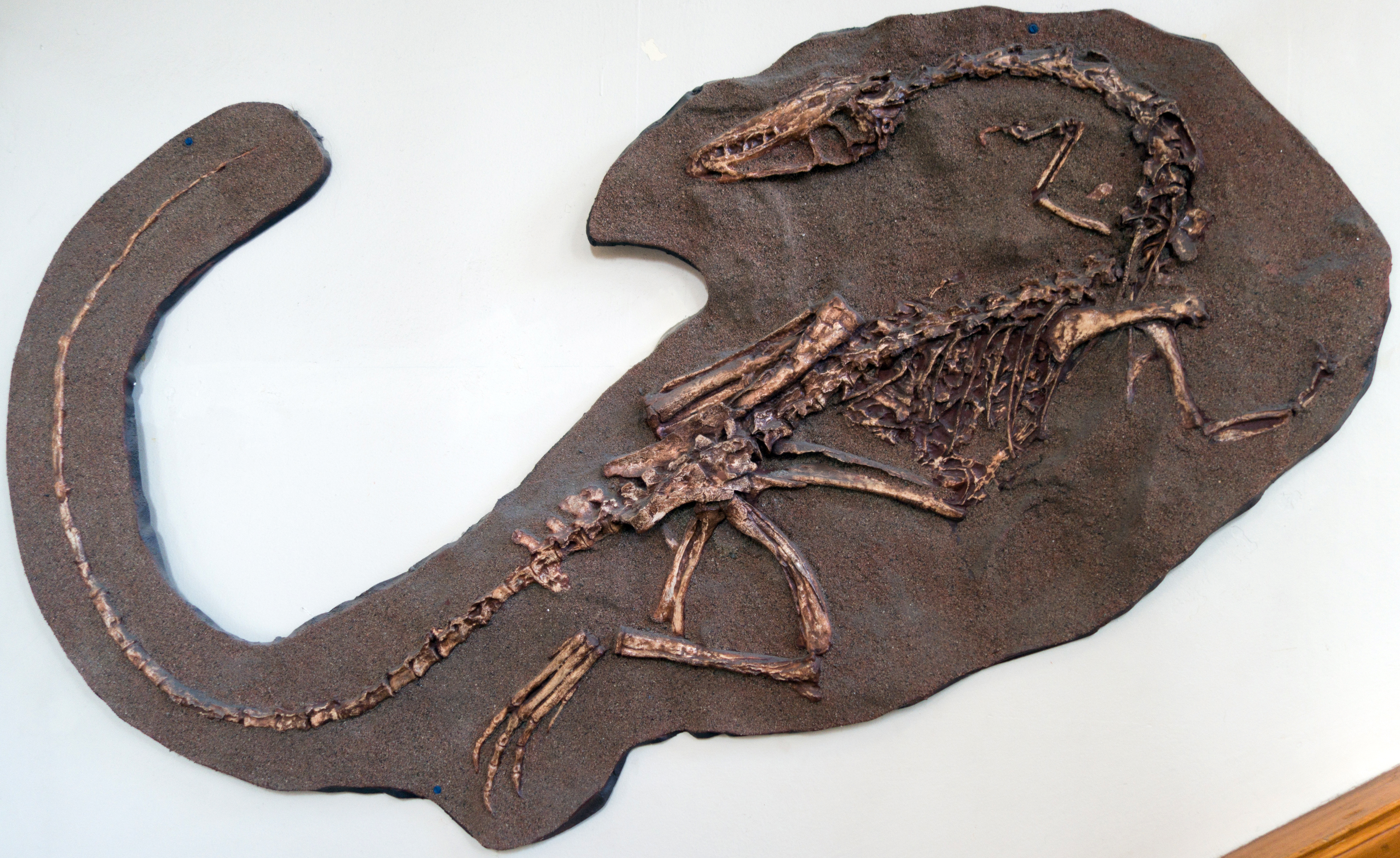
Mô hình của Coelophysis, chi mà Dilophosaurus thường được gắn với, Bảo tàng Redpat

Năm 1954, Welles cho rằng Dilophosaurus là thành viên của họ megalosaur, nhưng sau thay đổi ý kiến vào năm 1970 khi ông phát hiện ra rằng chúng có mào. Đến năm 1974, Welles và nhà cổ sinh vật học người Mỹ Robert A. Long phát hiện Dilophosaurus thuộc nhóm khủng long đầu gồ. Vào năm 1984, Welles quan sát rằng Dilophosaurus sở hữu các đặc điểm của khủng long đuôi rỗng lẫn Carnosaurus, hai phân nhóm chính của các loài khủng long chân thú, dựa trên kích thước cơ thể. Ông phát hiện Dilophosaurus gần gũi nhất với những loài khủng long thuộc họ Coelophysoidea, đặc biệt là chi Liliensternus.
Vào năm 1988, nhà cổ sinh vật học người Mỹ Gregory S. Paul phân loại các halticosaur là phân nhóm của họ Coelophysidae, và cho rằng Dilophosaurus có lẽ là hậu duệ trực tiếp của Coelophysis. Paul cũng xem xét khả năng các đại long xương gai chính là hậu duệ của các dilophosaur, dựa trên các điểm tương đồng như kẽ hở hàm trên, vị trí lỗ mũi và các răng thon của loài Baryonyx. Năm 1994, nhà cổ sinh vật học người Mỹ Thomas R. Holtz quy Dilophosaurus vào nhóm Coelophysoidea, cùng với nhưng tách ra khỏi Coelophysidae. Ông đặt Coelophysoidea trong nhóm Ceratosauria. Năm 2000, nhà cổ sinh vật học người Mỹ James H. Madsen và Welles đã chia tách Ceratosauria thành họ Ceratosauridae và họ Khủng long hai mào (Dilophosaurus là thành viên duy nhất).

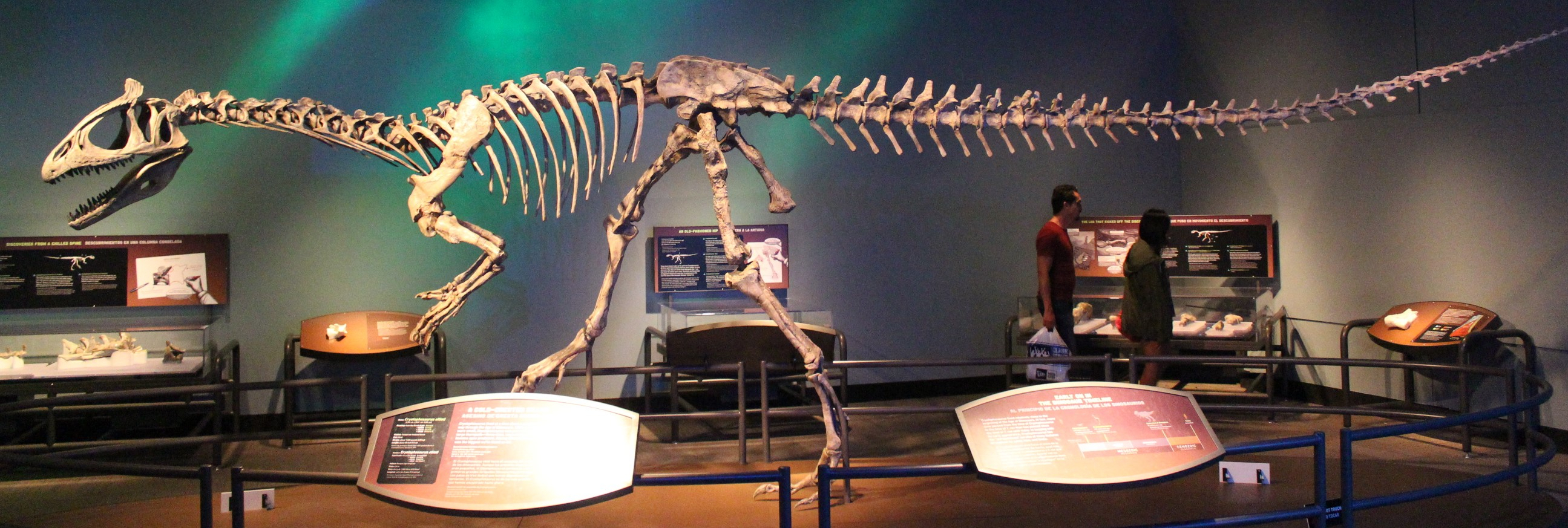
Khung xương tái dựng của loài khủng long đầu mào Cryolophosaurus, đôi khi được cho là họ hàng gần gũi của Dilophosaurus, tại FMNH

Năm 1998, Lamanna và các đồng nghiệp nhận thấy kể từ khi Dilophosaurus được phát hiện với đôi mào, nhiều loài khủng long có mào tương tự cũng được phát hiện (bao gồm Sinosaurus), và do đó đặc điểm này không đặc hữu và không nên quá lạm dụng sử dụng nó trong các nghiên cứu phân loại. Năm 2005, nhà cổ sinh vật học người Úc Adam M. Yates mô tả chi Dracovenator mới phát hiện tại Nam Phi, và cho rằng nó có liên hệ gần gũi với Dilophosaurus và Zupaysaurus. Phân tích nhánh học của ông cho thấy chúng không thuộc nhóm Coelophysoidea, mà thuộc nhóm Neotheropoda "tân tiến" (derived) hơn. Ông đề xuất rằng nếu Dilophosaurus thực sự phái sinh hơn nhóm Coelophysoidea, thì các đặc điểm tương đồng của nó với nhóm này có lẽ được thừa hưởng từ tổ tiên khủng long chân thú "cơ bản" hơn (basal), cho thấy mọi loài khủng long chân thú đều đã trải qua "giai đoạn coelophysoid" trong quá trình tiến hóa của chúng.
Vào năm 2007, nhà cổ sinh vật học người Mỹ Nathan D. Smith và các đồng nghiệp phát hiện hóa thạch của chi Cryolophosaurus, nhánh chị em của Dilophosaurus, và nhóm chung với Dracovenator và Sinosaurus. Nhóm này tân tiến hơn Coelophysoidea, nhưng cơ bản hơn Ceratosauria, do đó cây phân loại của những loài khủng long chân thú cơ bản sẽ có dạng bậc thang. Năm 2012, Carrano và các đồng nghiệp nhận thấy phân loại của Smith và các đồng nghiệp rất phiến diện vì chỉ dựa trên mỗi đặc điểm mào, mà không đếm xỉa đến chi tiết phần xương sau sọ. Thay vào đó, họ cho rằng Dilophosaurus là một coelophysoid, với Cryolophosaurus và Sinosaurus tiên tiến hơn, đều là những thành viên nguyên thủy của nhóm Tetanurae.
Nhà cổ sinh vật học người Bỉ, ông Kouthe Hendrickx và các đồng nghiệp định nghĩa nhóm Dilophosauridae bao gồm Dilophosaurus và Dracovenator năm 2015, và lưu ý rằng mặc dầu chúng ta vẫn chưa chắc chắn lắm về vấn đề này, nhóm này dường như tân tiến hơn nhiều so với Coelophysoidea và là nhóm chị em với Averostra. Dilophosauridae sở hữu nhiều điểm tương đồng với Coelophysoidea, ví dụ như kẽ hở dưới mũi và răng trước của xương hàm trên chĩa về phía trước, còn nhiều điểm tương đồng với nhóm Averostra bao gồm cửa sổ trước của xương hàm trên và số lượng răng ở hàm trên tiêu giảm. Họ cho rằng các đỉnh mào của Cryolophosaurus và Sinosaurus là kết quả của sự tiến hóa hội tụ, hoặc là đặc điểm được thừa hưởng từ chung một tổ tiên. Sơ đồ phát sinh chủng loài sau đây dựa trên đề xuất của Hendrickx và các đồng nghiệp, và họ cũng dựa nghiên cứu của họ trên các nghiên cứu tiền nhiệm:

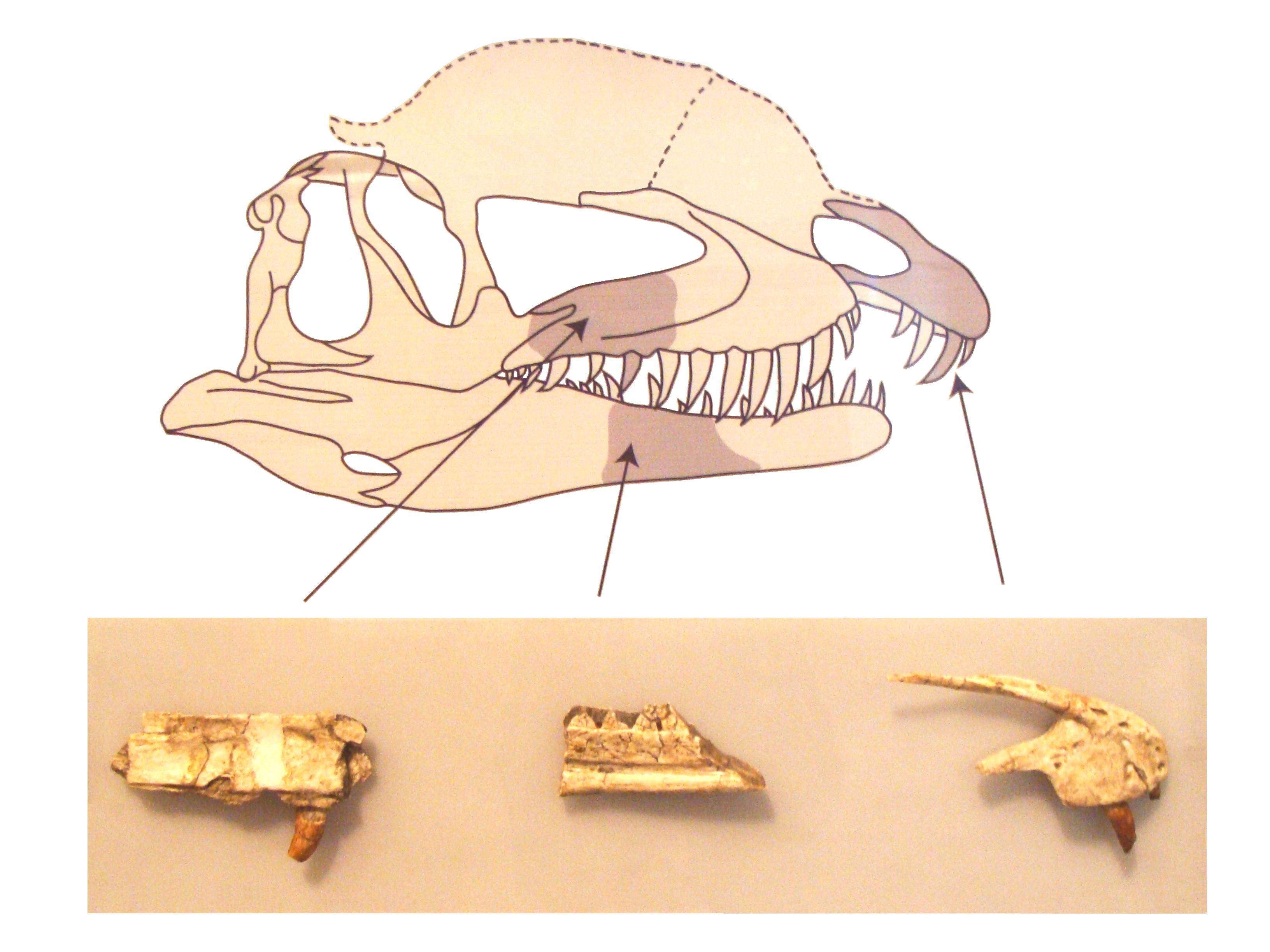
Xương sọ của Dracovenator, có lẽ là họ hàng thân cận của Dilophosaurus (dựa trên sự bố trí rất tương đồng của các mảnh xương sọ), ROM

|  | Dilophosaurus |
|  |               |
|  | Dracovenator  |
|  |               |

|  | Cryolophosaurus                                               |
|  |                                                               |
|  | Sinosaurus                                                    |
|  |                                                               |
|  | \| \| Monolophosaurus \| \| \| \| \| \| Orionides \| \| \| \| |
|  |                                                               |
|  | Monolophosaurus                                               |
|  |                                                               |
|  | Orionides                                                     |
|  |                                                               |

|  | Monolophosaurus |
|  |                 |
|  | Orionides       |
|  |                 |

|  | Cryolophosaurus                                               |
|  |                                                               |
|  | Sinosaurus                                                    |
|  |                                                               |
|  | \| \| Monolophosaurus \| \| \| \| \| \| Orionides \| \| \| \| |
|  |                                                               |
|  | Monolophosaurus                                               |
|  |                                                               |
|  | Orionides                                                     |
|  |                                                               |

|  | Monolophosaurus |
|  |                 |
|  | Orionides       |
|  |                 |

|  | Dilophosaurus |
|  |               |
|  | Dracovenator  |
|  |               |

|  | Cryolophosaurus                                               |
|  |                                                               |
|  | Sinosaurus                                                    |
|  |                                                               |
|  | \| \| Monolophosaurus \| \| \| \| \| \| Orionides \| \| \| \| |
|  |                                                               |
|  | Monolophosaurus                                               |
|  |                                                               |
|  | Orionides                                                     |
|  |                                                               |

|  | Monolophosaurus |
|  |                 |
|  | Orionides       |
|  |                 |

|  | Cryolophosaurus                                               |
|  |                                                               |
|  | Sinosaurus                                                    |
|  |                                                               |
|  | \| \| Monolophosaurus \| \| \| \| \| \| Orionides \| \| \| \| |
|  |                                                               |
|  | Monolophosaurus                                               |
|  |                                                               |
|  | Orionides                                                     |
|  |                                                               |

|  | Monolophosaurus |
|  |                 |
|  | Orionides       |
|  |                 |

|  | Dilophosaurus |
|  |               |
|  | Dracovenator  |
|  |               |

|  | Cryolophosaurus                                               |
|  |                                                               |
|  | Sinosaurus                                                    |
|  |                                                               |
|  | \| \| Monolophosaurus \| \| \| \| \| \| Orionides \| \| \| \| |
|  |                                                               |
|  | Monolophosaurus                                               |
|  |                                                               |
|  | Orionides                                                     |
|  |                                                               |

|  | Monolophosaurus |
|  |                 |
|  | Orionides       |
|  |                 |

|  | Cryolophosaurus                                               |
|  |                                                               |
|  | Sinosaurus                                                    |
|  |                                                               |
|  | \| \| Monolophosaurus \| \| \| \| \| \| Orionides \| \| \| \| |
|  |                                                               |
|  | Monolophosaurus                                               |
|  |                                                               |
|  | Orionides                                                     |
|  |                                                               |

|  | Monolophosaurus |
|  |                 |
|  | Orionides       |
|  |                 |

|  | Dilophosaurus |
|  |               |
|  | Dracovenator  |
|  |               |

|  | Cryolophosaurus                                               |
|  |                                                               |
|  | Sinosaurus                                                    |
|  |                                                               |
|  | \| \| Monolophosaurus \| \| \| \| \| \| Orionides \| \| \| \| |
|  |                                                               |
|  | Monolophosaurus                                               |
|  |                                                               |
|  | Orionides                                                     |
|  |                                                               |

|  | Monolophosaurus |
|  |                 |
|  | Orionides       |
|  |                 |

|  | Cryolophosaurus                                               |
|  |                                                               |
|  | Sinosaurus                                                    |
|  |                                                               |
|  | \| \| Monolophosaurus \| \| \| \| \| \| Orionides \| \| \| \| |
|  |                                                               |
|  | Monolophosaurus                                               |
|  |                                                               |
|  | Orionides                                                     |
|  |                                                               |

|  | Monolophosaurus |
|  |                 |
|  | Orionides       |
|  |                 |

|  | Dilophosaurus |
|  |               |
|  | Dracovenator  |
|  |               |

|  | Cryolophosaurus                                               |
|  |                                                               |
|  | Sinosaurus                                                    |
|  |                                                               |
|  | \| \| Monolophosaurus \| \| \| \| \| \| Orionides \| \| \| \| |
|  |                                                               |
|  | Monolophosaurus                                               |
|  |                                                               |
|  | Orionides                                                     |
|  |                                                               |

|  | Monolophosaurus |
|  |                 |
|  | Orionides       |
|  |                 |

|  | Cryolophosaurus                                               |
|  |                                                               |
|  | Sinosaurus                                                    |
|  |                                                               |
|  | \| \| Monolophosaurus \| \| \| \| \| \| Orionides \| \| \| \| |
|  |                                                               |
|  | Monolophosaurus                                               |
|  |                                                               |
|  | Orionides                                                     |
|  |                                                               |

|  | Monolophosaurus |
|  |                 |
|  | Orionides       |
|  |                 |

|  | Dilophosaurus |
|  |               |
|  | Dracovenator  |
|  |               |

|  | Cryolophosaurus                                               |
|  |                                                               |
|  | Sinosaurus                                                    |
|  |                                                               |
|  | \| \| Monolophosaurus \| \| \| \| \| \| Orionides \| \| \| \| |
|  |                                                               |
|  | Monolophosaurus                                               |
|  |                                                               |
|  | Orionides                                                     |
|  |                                                               |

|  | Monolophosaurus |
|  |                 |
|  | Orionides       |
|  |                 |

|  | Cryolophosaurus                                               |
|  |                                                               |
|  | Sinosaurus                                                    |
|  |                                                               |
|  | \| \| Monolophosaurus \| \| \| \| \| \| Orionides \| \| \| \| |
|  |                                                               |
|  | Monolophosaurus                                               |
|  |                                                               |
|  | Orionides                                                     |
|  |                                                               |

|  | Monolophosaurus |
|  |                 |
|  | Orionides       |
|  |                 |

|  | Dilophosaurus |
|  |               |
|  | Dracovenator  |
|  |               |

|  | Cryolophosaurus                                               |
|  |                                                               |
|  | Sinosaurus                                                    |
|  |                                                               |
|  | \| \| Monolophosaurus \| \| \| \| \| \| Orionides \| \| \| \| |
|  |                                                               |
|  | Monolophosaurus                                               |
|  |                                                               |
|  | Orionides                                                     |
|  |                                                               |

|  | Monolophosaurus |
|  |                 |
|  | Orionides       |
|  |                 |

|  | Cryolophosaurus                                               |
|  |                                                               |
|  | Sinosaurus                                                    |
|  |                                                               |
|  | \| \| Monolophosaurus \| \| \| \| \| \| Orionides \| \| \| \| |
|  |                                                               |
|  | Monolophosaurus                                               |
|  |                                                               |
|  | Orionides                                                     |
|  |                                                               |

|  | Monolophosaurus |
|  |                 |
|  | Orionides       |
|  |                 |

|  | Dilophosaurus |
|  |               |
|  | Dracovenator  |
|  |               |

|  | Cryolophosaurus                                               |
|  |                                                               |
|  | Sinosaurus                                                    |
|  |                                                               |
|  | \| \| Monolophosaurus \| \| \| \| \| \| Orionides \| \| \| \| |
|  |                                                               |
|  | Monolophosaurus                                               |
|  |                                                               |
|  | Orionides                                                     |
|  |                                                               |

|  | Monolophosaurus |
|  |                 |
|  | Orionides       |
|  |                 |

|  | Cryolophosaurus                                               |
|  |                                                               |
|  | Sinosaurus                                                    |
|  |                                                               |
|  | \| \| Monolophosaurus \| \| \| \| \| \| Orionides \| \| \| \| |
|  |                                                               |
|  | Monolophosaurus                                               |
|  |                                                               |
|  | Orionides                                                     |
|  |                                                               |

|  | Monolophosaurus |
|  |                 |
|  | Orionides       |
|  |                 |

|  | Dilophosaurus |
|  |               |
|  | Dracovenator  |
|  |               |

|  | Cryolophosaurus                                               |
|  |                                                               |
|  | Sinosaurus                                                    |
|  |                                                               |
|  | \| \| Monolophosaurus \| \| \| \| \| \| Orionides \| \| \| \| |
|  |                                                               |
|  | Monolophosaurus                                               |
|  |                                                               |
|  | Orionides                                                     |
|  |                                                               |

|  | Monolophosaurus |
|  |                 |
|  | Orionides       |
|  |                 |

|  | Cryolophosaurus                                               |
|  |                                                               |
|  | Sinosaurus                                                    |
|  |                                                               |
|  | \| \| Monolophosaurus \| \| \| \| \| \| Orionides \| \| \| \| |
|  |                                                               |
|  | Monolophosaurus                                               |
|  |                                                               |
|  | Orionides                                                     |
|  |                                                               |

|  | Monolophosaurus |
|  |                 |
|  | Orionides       |
|  |                 |

|  | Dilophosaurus |
|  |               |
|  | Dracovenator  |
|  |               |

|  | Cryolophosaurus                                               |
|  |                                                               |
|  | Sinosaurus                                                    |
|  |                                                               |
|  | \| \| Monolophosaurus \| \| \| \| \| \| Orionides \| \| \| \| |
|  |                                                               |
|  | Monolophosaurus                                               |
|  |                                                               |
|  | Orionides                                                     |
|  |                                                               |

|  | Monolophosaurus |
|  |                 |
|  | Orionides       |
|  |                 |

|  | Cryolophosaurus                                               |
|  |                                                               |
|  | Sinosaurus                                                    |
|  |                                                               |
|  | \| \| Monolophosaurus \| \| \| \| \| \| Orionides \| \| \| \| |
|  |                                                               |
|  | Monolophosaurus                                               |
|  |                                                               |
|  | Orionides                                                     |
|  |                                                               |

|  | Monolophosaurus |
|  |                 |
|  | Orionides       |
|  |                 |

|  | Dilophosaurus |
|  |               |
|  | Dracovenator  |
|  |               |

|  | Cryolophosaurus                                               |
|  |                                                               |
|  | Sinosaurus                                                    |
|  |                                                               |
|  | \| \| Monolophosaurus \| \| \| \| \| \| Orionides \| \| \| \| |
|  |                                                               |
|  | Monolophosaurus                                               |
|  |                                                               |
|  | Orionides                                                     |
|  |                                                               |

|  | Monolophosaurus |
|  |                 |
|  | Orionides       |
|  |                 |

|  | Cryolophosaurus                                               |
|  |                                                               |
|  | Sinosaurus                                                    |
|  |                                                               |
|  | \| \| Monolophosaurus \| \| \| \| \| \| Orionides \| \| \| \| |
|  |                                                               |
|  | Monolophosaurus                                               |
|  |                                                               |
|  | Orionides                                                     |
|  |                                                               |

|  | Monolophosaurus |
|  |                 |
|  | Orionides       |
|  |                 |

|  | Dilophosaurus |
|  |               |
|  | Dracovenator  |
|  |               |

|  | Cryolophosaurus                                               |
|  |                                                               |
|  | Sinosaurus                                                    |
|  |                                                               |
|  | \| \| Monolophosaurus \| \| \| \| \| \| Orionides \| \| \| \| |
|  |                                                               |
|  | Monolophosaurus                                               |
|  |                                                               |
|  | Orionides                                                     |
|  |                                                               |

|  | Monolophosaurus |
|  |                 |
|  | Orionides       |
|  |                 |

|  | Cryolophosaurus                                               |
|  |                                                               |
|  | Sinosaurus                                                    |
|  |                                                               |
|  | \| \| Monolophosaurus \| \| \| \| \| \| Orionides \| \| \| \| |
|  |                                                               |
|  | Monolophosaurus                                               |
|  |                                                               |
|  | Orionides                                                     |
|  |                                                               |

|  | Monolophosaurus |
|  |                 |
|  | Orionides       |
|  |                 |

|  | Dilophosaurus |
|  |               |
|  | Dracovenator  |
|  |               |

|  | Cryolophosaurus                                               |
|  |                                                               |
|  | Sinosaurus                                                    |
|  |                                                               |
|  | \| \| Monolophosaurus \| \| \| \| \| \| Orionides \| \| \| \| |
|  |                                                               |
|  | Monolophosaurus                                               |
|  |                                                               |
|  | Orionides                                                     |
|  |                                                               |

|  | Monolophosaurus |
|  |                 |
|  | Orionides       |
|  |                 |

|  | Cryolophosaurus                                               |
|  |                                                               |
|  | Sinosaurus                                                    |
|  |                                                               |
|  | \| \| Monolophosaurus \| \| \| \| \| \| Orionides \| \| \| \| |
|  |                                                               |
|  | Monolophosaurus                                               |
|  |                                                               |
|  | Orionides                                                     |
|  |                                                               |

|  | Monolophosaurus |
|  |                 |
|  | Orionides       |
|  |                 |

|  | Dilophosaurus |
|  |               |
|  | Dracovenator  |
|  |               |

|  | Cryolophosaurus                                               |
|  |                                                               |
|  | Sinosaurus                                                    |
|  |                                                               |
|  | \| \| Monolophosaurus \| \| \| \| \| \| Orionides \| \| \| \| |
|  |                                                               |
|  | Monolophosaurus                                               |
|  |                                                               |
|  | Orionides                                                     |
|  |                                                               |

|  | Monolophosaurus |
|  |                 |
|  | Orionides       |
|  |                 |

|  | Cryolophosaurus                                               |
|  |                                                               |
|  | Sinosaurus                                                    |
|  |                                                               |
|  | \| \| Monolophosaurus \| \| \| \| \| \| Orionides \| \| \| \| |
|  |                                                               |
|  | Monolophosaurus                                               |
|  |                                                               |
|  | Orionides                                                     |
|  |                                                               |

|  | Monolophosaurus |
|  |                 |
|  | Orionides       |
|  |                 |

|  | Dilophosaurus |
|  |               |
|  | Dracovenator  |
|  |               |

|  | Cryolophosaurus                                               |
|  |                                                               |
|  | Sinosaurus                                                    |
|  |                                                               |
|  | \| \| Monolophosaurus \| \| \| \| \| \| Orionides \| \| \| \| |
|  |                                                               |
|  | Monolophosaurus                                               |
|  |                                                               |
|  | Orionides                                                     |
|  |                                                               |

|  | Monolophosaurus |
|  |                 |
|  | Orionides       |
|  |                 |

|  | Cryolophosaurus                                               |
|  |                                                               |
|  | Sinosaurus                                                    |
|  |                                                               |
|  | \| \| Monolophosaurus \| \| \| \| \| \| Orionides \| \| \| \| |
|  |                                                               |
|  | Monolophosaurus                                               |
|  |                                                               |
|  | Orionides                                                     |
|  |                                                               |

|  | Monolophosaurus |
|  |                 |
|  | Orionides       |
|  |                 |

|  | Dilophosaurus |
|  |               |
|  | Dracovenator  |
|  |               |

|  | Cryolophosaurus                                               |
|  |                                                               |
|  | Sinosaurus                                                    |
|  |                                                               |
|  | \| \| Monolophosaurus \| \| \| \| \| \| Orionides \| \| \| \| |
|  |                                                               |
|  | Monolophosaurus                                               |
|  |                                                               |
|  | Orionides                                                     |
|  |                                                               |

|  | Monolophosaurus |
|  |                 |
|  | Orionides       |
|  |                 |

|  | Cryolophosaurus                                               |
|  |                                                               |
|  | Sinosaurus                                                    |
|  |                                                               |
|  | \| \| Monolophosaurus \| \| \| \| \| \| Orionides \| \| \| \| |
|  |                                                               |
|  | Monolophosaurus                                               |
|  |                                                               |
|  | Orionides                                                     |
|  |                                                               |

|  | Monolophosaurus |
|  |                 |
|  | Orionides       |
|  |                 |

## Dấu vết hóa thạch

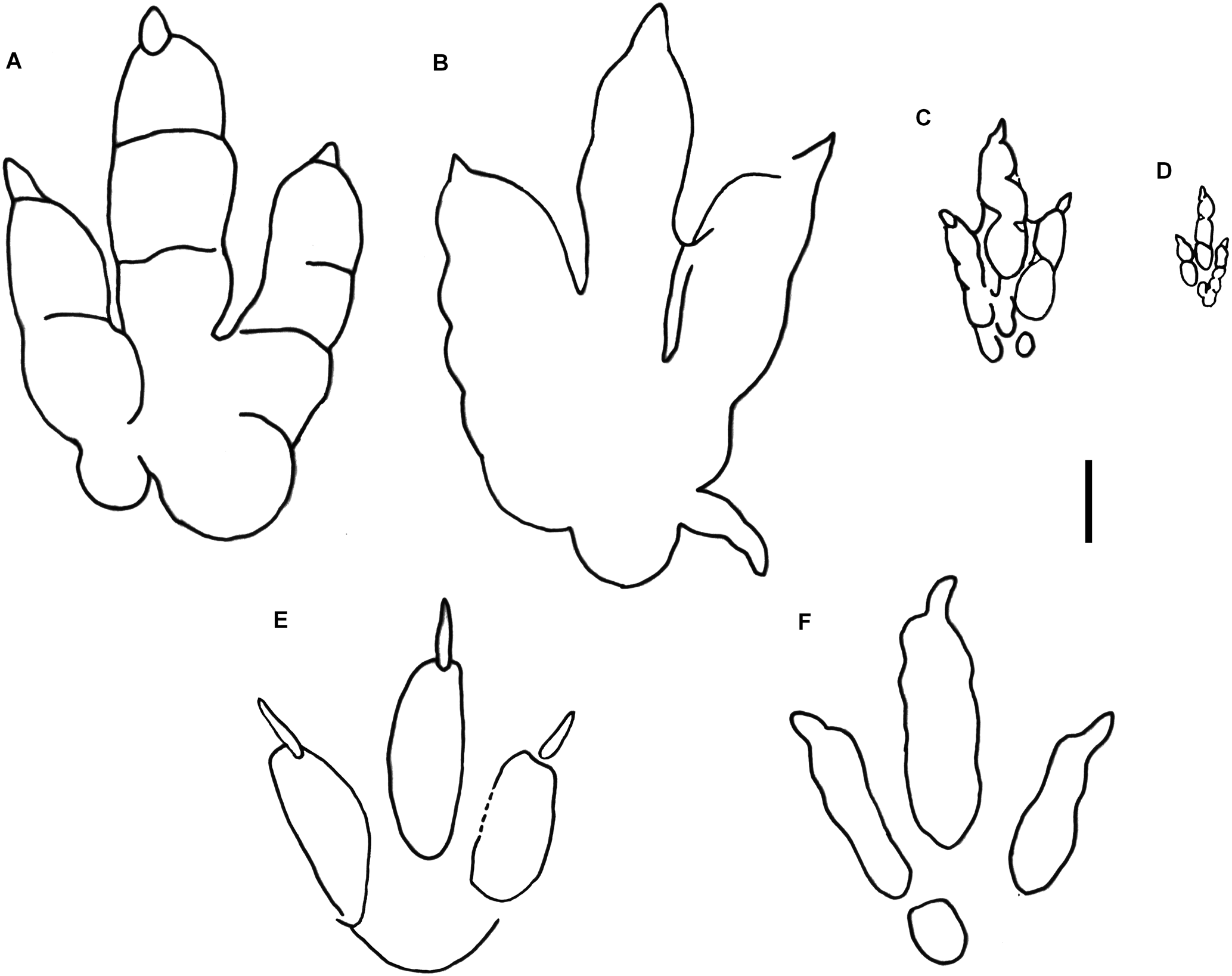
Phác thảo dấu chân kỷ Tam Điệp muộn-kỷ Jura sớm, nhiều trong số chúng được quy cho một loài khủng long chân thú tương tự như Dilophosaurus, bao gồm Eubrontes (A), Dilophosauripus (E), và Kayentapus (F)

Nhiều đơn vị phân loại dấu chân (ichnotaxa) đã được cho là thuộc về chi Dilophosaurus hoặc các khủng long chân thú tương tự. Năm 1971, Welles báo cáo nhiều dấu chân khủng long ở các tầng đá 14 mét (45 ft) và 112 mét (367 ft) của thành hệ Kayenta, ngay dưới nơi tìm thấy mẫu Dilophosaurus định danh. Các dấu chân ở tầng thấp thuộc loại tridactyl (tức là có ba ngón), và có khả năng thuộc về Dilophosaurus; Welles đặt tên chi dấu chân (ichnogenus) và loài dấu chân (ichnogenus) mới là Dilophosauripus williamsi để vinh danh Williams, người có công khám phá ra bộ xương Dilophosaurus đầu tiên. Mẫu chuẩn (type spciemen) của loài dấu chân là bản cast (tức bản in dấu chân) được định mã số UCMP 79690-4, cùng với ba bản cast dấu chân nữa bao gồm trong nhóm mẫu gốc (hypodigm).  Năm 1984, Welles thừa nhận rằng ta không thể chứng minh hoặc bác bỏ giả thuyết chúng là dấu chân của chi Dilophosaurus. Năm 1996, hai nhà cổ sinh vật học người Mỹ Michael Morales và Scott Bulkey báo cáo một đường dấu chân của chi dấu chân Eubrontes từ hệ tầng Kayenta, tạo ra bởi một con khủng long chân thú rất lớn. Họ cho rằng dấu vết này nhiều khả năng không phải của Dilophosaurus, bởi lẽ con vật tạo ra đường đấu chân từng phải rất lớn, cũng phải cao tầm 2,83-2,99 mét tới hông, hơn hẳn 1,50–1,75 mét tới hông của Dilophosaurus.
Nhà cổ sinh vật học người Ba Lan Gerard Gierliński đã kiểm định dấu chân tridactyl từ dãy núi Świętokrzyskie ở Ba Lan và kết luận vào năm 1991 rằng chúng thuộc về một loài khủng long chân thú giống Dilophosaurus. Ông đặt danh pháp dấu chân mới là Grallator (Eubrontes) soltykovensis, với mẫu cast dấu chân MGIW 1560.11.12 trở thành mẫu định danh. Năm 1994, Gierliński ấn định dấu chân được phát hiện vào năm 1974 từ Thành hệ Höganäs ở Thụy Điển là loài G. (E.) soltykovensis. Năm 1996, Gierliński quy kết dấu vết AC 1/7 (có suy đoán bên lề cho rằng vết nghỉ ngơi này chứa đựng bằng chứng về lông vũ) từ Thành hệ Thác nước Turners ở Massachusetts cho một loài khủng long chân thú tương tự Dilophosaurus và Liliensternus, rồi chỉ định nó thuộc loài dấu vết Grallator minisculus. Nhà cổ sinh vật học người Séc Martin Kundrát đồng tình cho rằng có thể thấy các vết hằn lông vũ ở dấu vết đó vào năm 2004, nhưng một số khác, chẳng hạn như Martin Lockley et al. (2003) và Anthony J. Martin et al. (2004) coi những vết hằn đó chỉ là di vật trầm tích. Martin và các đồng nghiệp cũng tái kiểm định dấu vết đó và quy kết nó vào loài Fulicopus lyellii.
Nhà cổ sinh vật học người Mỹ Robert E. Weems (2003) cho rằng dấu vết Eubrontes không được tạo ra bởi một loài khủng long chân thú, mà bởi một con khủng long dạng chân thằn lằn tương tự như Plateosaurus. Weems đề xuất đơn vị phân loại dấu chân Kayentapus hopii, được Welles đặt tên vào năm 1971, là đường dấu chân phù hợp nhất với Dilophosaurus. Kết luận này chủ yếu dựa trên góc rộng có thể nhìn thấy trên vết dấu chân giữa ngón số ba và số bốn, và ngón thứ tư của bàn chân nguyên mẫu cũng tõe ra ở góc tương tự. Cùng năm đó, nhà cổ sinh vật học người Mỹ Emma Rainforth phản biện rằng sự tõe ra của ngón chân nguyên mẫu chỉ là sự biến dạng cá thể, và khẳng định Eubrontes là ứng cử viên hợp lý hơn cho dấu chân của Dilophosaurus.

## Cổ sinh học

### Di chuyển

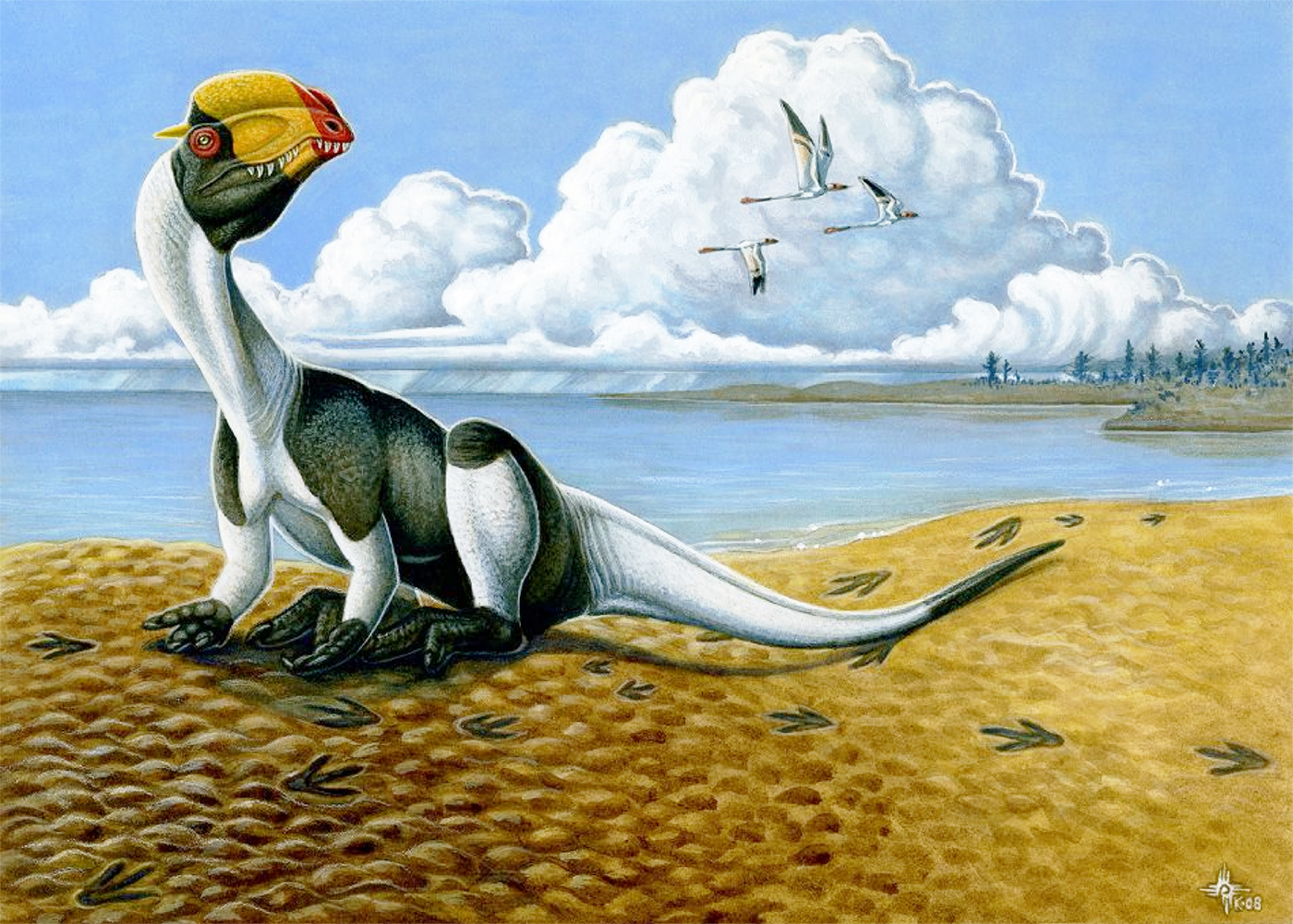
Phục dựng loài Dilophosaurus trong tư thế nằm nghỉ giống chim, dựa trên dấu vết hóa thạch tại Khu khám phá khủng long St. George, Utah

Welles hình dung Dilophosaurus là một động vật hoạt bát, đi bằng hai chân rõ ràng, tương tự như một con đà điểu phóng to. Ông thấy rằng các chi trước là vũ khí rất mạnh mẽ, khỏe khoắn và linh hoạt, chắc chắn không được sử dụng để di chuyển. Ông lưu ý rằng hai bàn tay có khả năng nắm và chém, có thể gặp nhau và có thể vươn hai phần ba lên cổ. Ông đề xuất rằng trong tư thế ngồi, con vật sẽ nằm trên "bàn chân" lớn của đốt háng, cũng như đuôi và chân của nó. Vào năm 1990, các nhà cổ sinh vật học người Mỹ Stephen và Sylvia Czerkas cho rằng xương chậu yếu của Dilophosaurus có thể là một sự thích nghi cho lối sống dưới nước, lực đẩy ở đây sẽ hỗ trợ trọng lượng của chúng, và chính chúng cũng có thể là một loài bơi lội hiệu quả. Tuy nhiên, họ nghi ngờ rằng chúng bị hạn chế chỉ trong môi trường nước, do sức mạnh và tỷ lệ của chân sau, khiến nó trở nên nhanh nhẹn và dẻo dai trong quá trình vận động hai chân.
Vào năm 2005, các nhà cổ sinh vật học người Mỹ Phil Senter và James H. Robins đã kiểm tra phạm vi chuyển động của các chi trước của Dilophosaurus và các khủng long chân thú khác. Họ phát hiện ra rằng Dilophosaurus sẽ có thể rút xương cánh tay của nó về phía sau cho đến khi nó gần như song song với xương bả vai, nhưng không thể di chuyển nó về phía trước theo hướng thẳng đứng hơn. Khuỷu tay có thể đạt được độ mở rộng cực đại và uốn cong hoàn toàn ở một góc vuông, nhưng không đạt được nó hoàn toàn. Các ngón tay dường như không thể chủ động kéo dài về phía sau, vượt quá phạm vi bình thường của chúng, nhưng chúng có thể bị tác động một cách thụ động, để chống lại sự trật khớp trong các chuyển động dữ dội khi chúng bắt mồi. Một bài viết năm 2015 của Senter và Robins đã đưa ra các khuyến nghị về cách tái tạo lại tư thế chân trước ở khủng long hai chân, dựa trên hàng loạt cuộc kiểm tra các loài khác nhau, bao gồm cả Dilophosaurus. Xương bả vai được giữ rất ngang, hướng nghỉ ngơi của khuỷu tay sẽ gần với một góc vuông, và hướng của bàn tay sẽ không bị lệch nhiều so với cánh tay dưới.

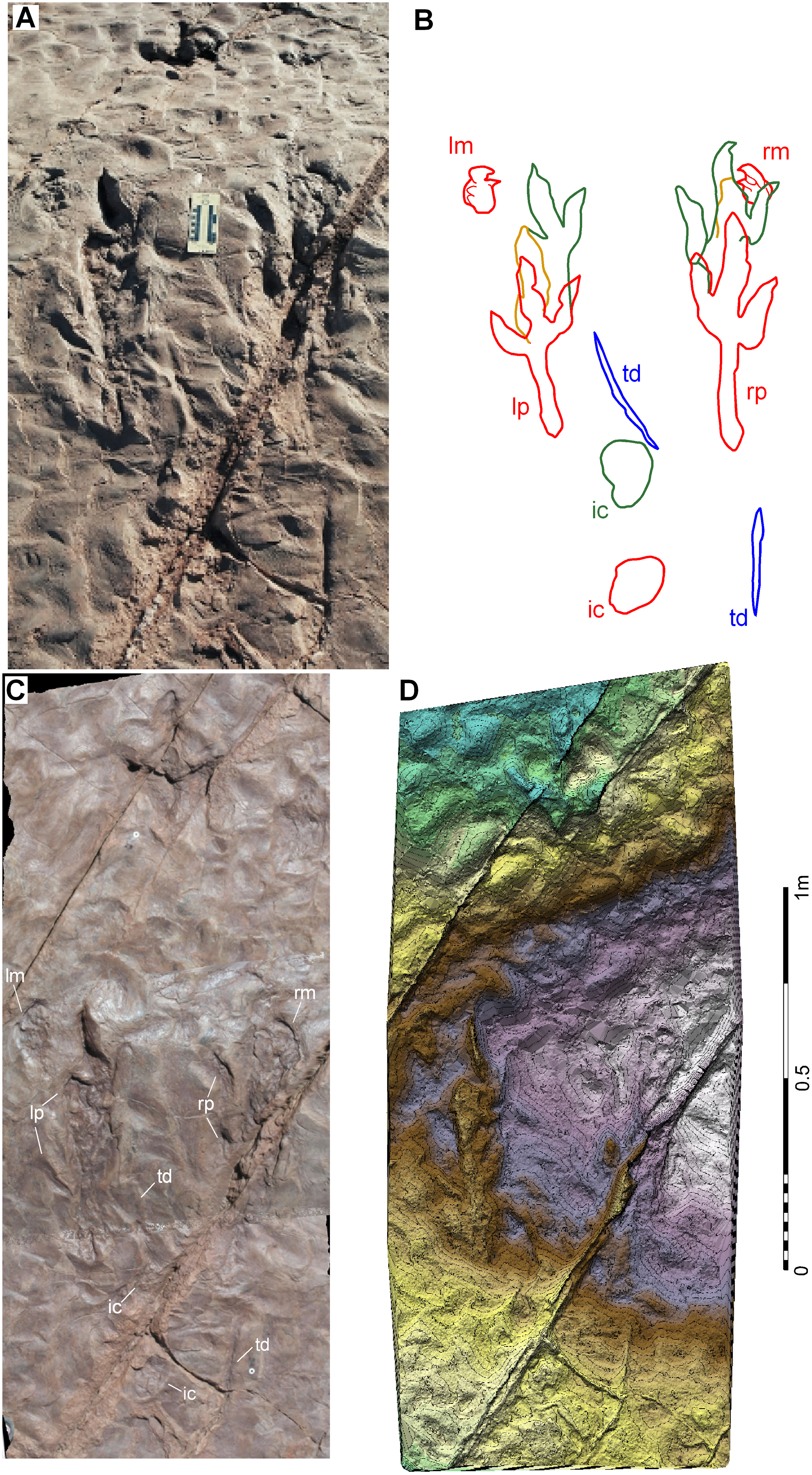
Eubrontes dấu vết nằm nghỉ của một loài khủng long chân thú giống Dilophosaurus, SGDS

Các dấu chân Dilophosauripus được Welles báo cáo vào năm 1971 đều ở cùng tầng cao, và được mô tả như là một "dấu vết của sân gà", với một số ít tạo thành một lối đi. Các dấu chân đã được in chìm trong bùn, cho phép bàn chân chìm xuống 5–10 cm. Các vết in rất tùy tiện, và độ rộng khác nhau của các dấu in ngón chân cho thấy bùn đã bám vào chân. Các vết hằn khác nhau tùy theo sự khác biệt trong chất nền và cách thức mà chúng được tạo ra; đôi khi chân đặt xuống trực tiếp, nhưng thường có một cú trượt ngược hoặc xuôi khi bàn chân chạm xuống. Vị trí và góc của các ngón chân cũng thay đổi đáng kể, điều đó cho thấy chúng phải khá linh hoạt. Dấu chân Dilophosauripus có ngón chân thứ hai với đế dày và móng vuốt thẳng, rất dài, thẳng hàng trùng với trục của miếng đệm ngón chân. Một dấu chân bị thiếu móng vuốt thứ hai, có lẽ là do chấn thương. Vào năm 1984, Welles đã giải thích thực tế là ba cá thể được tìm thấy gần nhau và sự hiện diện của các đường dấu chân chéo gần đó, như là dấu hiệu cho thấy Dilophosaurus đi theo bầy. Gay đồng ý rằng chúng có thể đã đi theo nhóm nhỏ, nhưng lưu ý rằng không có bằng chứng trực tiếp nào cho tập tính này và lũ quét có thể rải rác xương từ các cá thể khác nhau và đưa chúng đến gần nhau.
Milner và các đồng nghiệp đã kiểm tra đường dấu chân Utah SGDS.18.T1 vào năm 2009, bao gồm các dấu chân điển hình với đuôi kéo lê và dấu vết nghỉ ngơi khác thường hơn, lắng đọng trong sa thạch của hồ. Đường dấu chân bắt đầu với con vật định hướng đầu tiên song song với đường bờ, và sau đó dừng lại bên một gờ với cả hai chân song song, sau đó nó hạ thân mình xuống, và đưa bàn chân và mông tại khung chậu xuống đất; điều này tạo ra những vết hằn về "gót chân" đối xứng và vết in tròn của khung chậu. Phần đuôi gần với thân nhất được giữ khỏi mặt đất, còn phần cuối đuôi cách xa cơ thể hơn tiếp xúc với mặt đất. Con vật nằm trên một con dốc cho phép nó đưa cả hai tay xuống đất gần bàn chân. Sau khi nghỉ ngơi, con khủng long tiến về phía trước và để lại vết tích mới với bàn chân và khung chậu, nhưng không có bàn tay. Bàn chân phải đã bước lên vết in của bàn tay phải, và móng thứ hai của bàn chân trái tạo ra một vết lê từ vị trí nghỉ đầu tiên sang vị trí tiếp theo. Sau một thời gian, con vật đứng dậy và di chuyển về phía trước, với chân trái trước, và sau khi duỗi chân thẳng hoàn toàn, nó đi ngang qua phần còn lại của bề mặt lộ thiên, để lại những vết kéo mỏng bởi phần cuối đuôi.
Cúi là một hành vi hiếm khi bắt gặp của khủng long chân thú, và SGDS.18.T1 là đường dấu chân duy nhất có vết in rõ ràng về bàn tay của khủng long chân thú, cung cấp thông tin có giá trị về cách chúng sử dụng chi trước. Tư thế cúi khá giống với các loài chim hiện đại, và cho thấy những khủng long chân thú ban đầu giữ hai lòng bàn tay của đối diện với nhau, hướng vào trong. Do đó, một tư thế như vậy xuất hiện rất sớm trong dòng dõi khủng long chân thú, nó có thể là đặc điểm của tất cả các khủng long chân thú. Khủng long chân thú thường được mô tả với lòng bàn tay hướng xuống dưới, nhưng các nghiên cứu về giải phẫu chức năng của chi trước đã chỉ ra rằng chúng, giống như những con chim, không thể quay sấp hoặc lật ngửa cánh tay của chúng. Đường dấu chân cho thấy các chân sau giữ đối xứng với trọng lượng cơ thể phân bổ đồng đều giữa các bàn chân, đây cũng là một đặc điểm nhìn thấy ở các loài chim Ratite. Milner và các đồng nghiệp cũng bác bỏ ý kiến cho rằng đường vết Kayentapus minor được báo cáo bởi Weems cho thấy một dấu ấn lòng bàn tay tạo nên bởi loài khủng long chân thú đi bộ tứ chi. Weems cho rằng con vật tạo ra đường dấu này đã có thể đi bằng bốn chi khi di chuyển từ từ, và lòng bàn tay liên tục chạm đất. Milner và các đồng nghiệp thấy đề xuất này là không cần thiết, và đề nghị thay vào đó, đường này được thực hiện theo cách tương tự như ở SGDS.18.T1, nhưng không để lại dấu vết của các ngón tay.

### Chế độ ăn

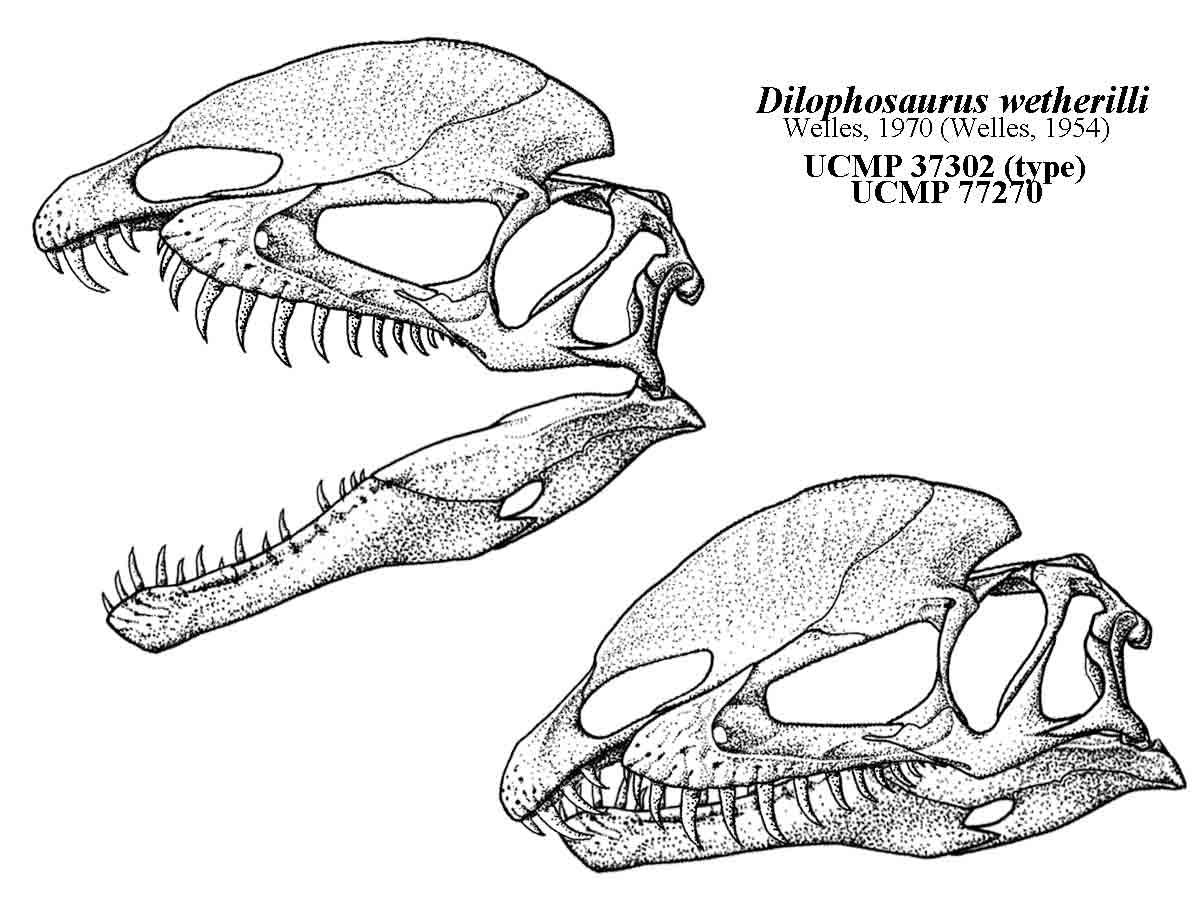
Sơ đồ hộp sọ trong trạng thái đóng và mở, cũng như hình dạng mào giả sử

Welles phát hiện ra rằng Dilophosaurus không có vết cắn mạnh, do khoảng trống dưới xương mũi. Ông cho rằng chúng sử dụng răng ở mảnh trước hàm với mục đích nhổ và xé chứ không phải cắn, và răng hàm trên xa về sau hơn dùng để đâm và cắt. Ông nghĩ rằng chúng có lẽ là loài ăn xác chứ không phải là một kẻ săn mồi, và nếu nó thực sự giết mồi, chúng sẽ thực hiện đièu đó với đôi tay của chúng chứ không phải là hàm. Welles không tìm thấy bằng chứng của sọ di trong hộp sọ của Dilophosaurus, một đặc điểm cho phép các xương riêng lẻ của hộp sọ di chuyển tương đối với nhau.
Vào năm 1986, nhà cổ sinh vật học người Mỹ Robert T. Bakker thay vào đó đã phát hiện thấy Dilophosaurus, với cái cổ và hộp sọ khổng lồ và hàm răng trên lớn hơn, có thể đã thích nghi cho tập tính giết chết con mồi lớn và đủ mạnh để tấn công bất kỳ loài động vật ăn cỏ Jura sớm nào. Năm 1988, Paul đã bác bỏ ý kiến cho rằng Dilophosaurus là một kẻ ăn mồi và coi đây là một sự thật sai lầm. Ông tuyên bố rằng mõm của Dilophosaurus tốt hơn thế, và những chiếc răng hàm lớn, mảnh khảnh nguy hiểm hơn cả móng vuốt. Paul cho rằng nhiều khả năng chúng săn một số lượng lớn prosauropod như vậy, và rằng nó có khả năng bắt những con vật nhỏ tốt hơn các loài vật khác có kích thước tương tự. Paul cũng miêu tả Dilophosaurus nảy trên đuôi của nó trong khi tấn công kích kẻ thù, tương tự như một con chuột túi.
Một nghiên cứu về lý thuyết dầm Euler–Bernoulli năm 2005 của nhà nghiên cứu cổ sinh học người Canada, François Therrien và các đồng nghiệp đã phát hiện ra rằng lực cắn hàm dưới của Dilophosaurus càng giảm đi khi tiến vào trong mồm. Chỉ số này, với cái cằm hếch lên, với răng "dạng hoa hồng" và vùng tiếp hợp ghép được gia cố (tương tự như trong spinosaurid), sử dụng để bắt và giữ con mồi, kích thước tương đối nhỏ hơn. Các đặc tính của tiếp hợp ghép ở hàm dưới của chúng tương tự như của họ Mèo và cá sấu sử dụng mặt trước của hàm để cắn một cú mạnh mẽ trong khi chúng khuất phục con mồi. Tải trọng tác dụng lên hàm dưới tương ứng với sự vùng vẫy của con mồi nhỏ, có thể chúng săn mồi bằng cách cắn những phát chém nhỏ để làm nó bị thương, và sau đó mồi bị bắt bởi hàm trước sau khi quá yếu để chống cự. Con mồi rồi bị di chuyển vào trong hàm, nơi có những chiếc răng lớn và bị giết bởi các vết cắn (tương tự như một số cá sấu) với hàm răng nén ngang. Các tác giả cho rằng nếu Dilophosaurus thực sự ăn con mồi nhỏ, các bầy săn mồi có thể có kích thước hạn chế.
Milner và James I. Kirkland đã đề xuất vào năm 2007 rằng Dilophosaurus có những đặc điểm phù hợp để ăn cá. Họ chỉ ra rằng phần cuối của hàm dưới được mở rộng sang hai bên, để tạo thành một "hình hoa hồng" với những chiếc răng lồng vào nhau, giống với các loài trong họ spinosaurid, được biết là ăn cá và cá sấu Ấn Độ, thường ăn cá. Các lỗ mũi ở xa mõm, tương tự như spinosaurdid, có các lỗ mũi còn rút lại nhiều hơn, và sự thích ứng này có thể đã hạn chế nước bắn vào lỗ mũi khi chúng bắt cá. Cả hai nhóm khủng long cũng có các cánh tay dài với móng vuốt phát triển tốt, có thể giúp đỡ chúng khi bắt cá. Hồ Dixie, một hồ nước lớn kéo dài từ Utah đến Arizona và Nevada, sẽ cung cấp lượng cá dồi dào "hậu thảm họa", một thế giới nghèo nàn về mặt sinh học theo sau Sự kiện tuyệt chủng Kỷ Trias–Jura.

### Chức năng của mào

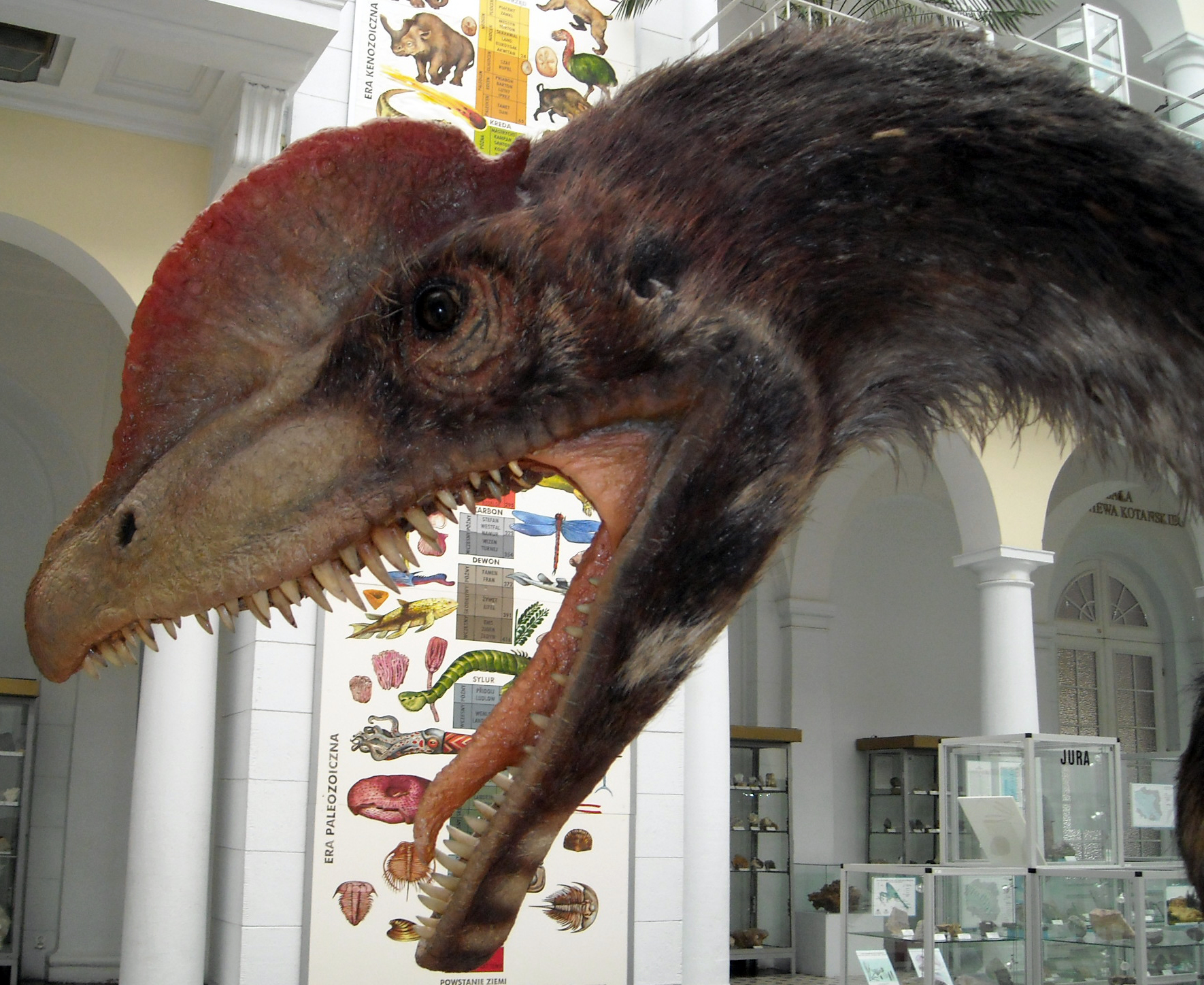
Đầu của mô hình biệt danh "Dyzio", Bảo tàng Địa chất của Viện Địa chất Nhà nước, ở Warsaw

Welles thừa nhận rằng những gợi ý về chức năng của các đỉnh của Dilophosaurus chỉ là phỏng đoán, nhưng nghĩ rằng, mặc dù các đỉnh không có rãnh để chứa mạch máu, chúng có thể đã được sử dụng để điều chỉnh thân nhiệt. Ông cũng gợi ý rằng chúng có thể đã được sử dụng để nhận dạng đồng loại hoặc để trang trí. Czerkas chỉ ra rằng các mào không thể được sử dụng trong các trận chiến đấu, vì cấu trúc mỏng manh của chúng sẽ dễ dàng bị phá hủy. Họ đề nghị rằng chúng là một tín hiệu trực quan để thu hút bạn tình, và thậm chí cả để điều chỉnh nhiệt. Năm 1990, nhà cổ sinh vật học người Mỹ Walter P. Coombs tuyên bố rằng các mào có thể đã được tăng cường bằng màu sắc để các con đực khoe mẽ.
Năm 2011, các nhà cổ sinh vật học người Mỹ Kevin Padian và John R. Horner đã đề xuất rằng "các cấu trúc kỳ quái" ở khủng long nói chung (bao gồm cả mào, diềm, sừng và vòm) chủ yếu được sử dụng để nhận dạng loài và bác bỏ các giải thích khác do không có bằng chứng thực sự. Họ lưu ý rằng có quá ít mẫu vật của các loài khủng long chân thú với bộ phận trưng bày, bao gồm Dilophosaurus, được biết để các nhà khoa học kiểm tra chức năng tiến hóa của mào theo phương pháp thống kê, và liệu chúng có đại diện cho lưỡng hình tình dục hoặc trưởng thành tình dục hay không.

### Cổ bệnh lí học

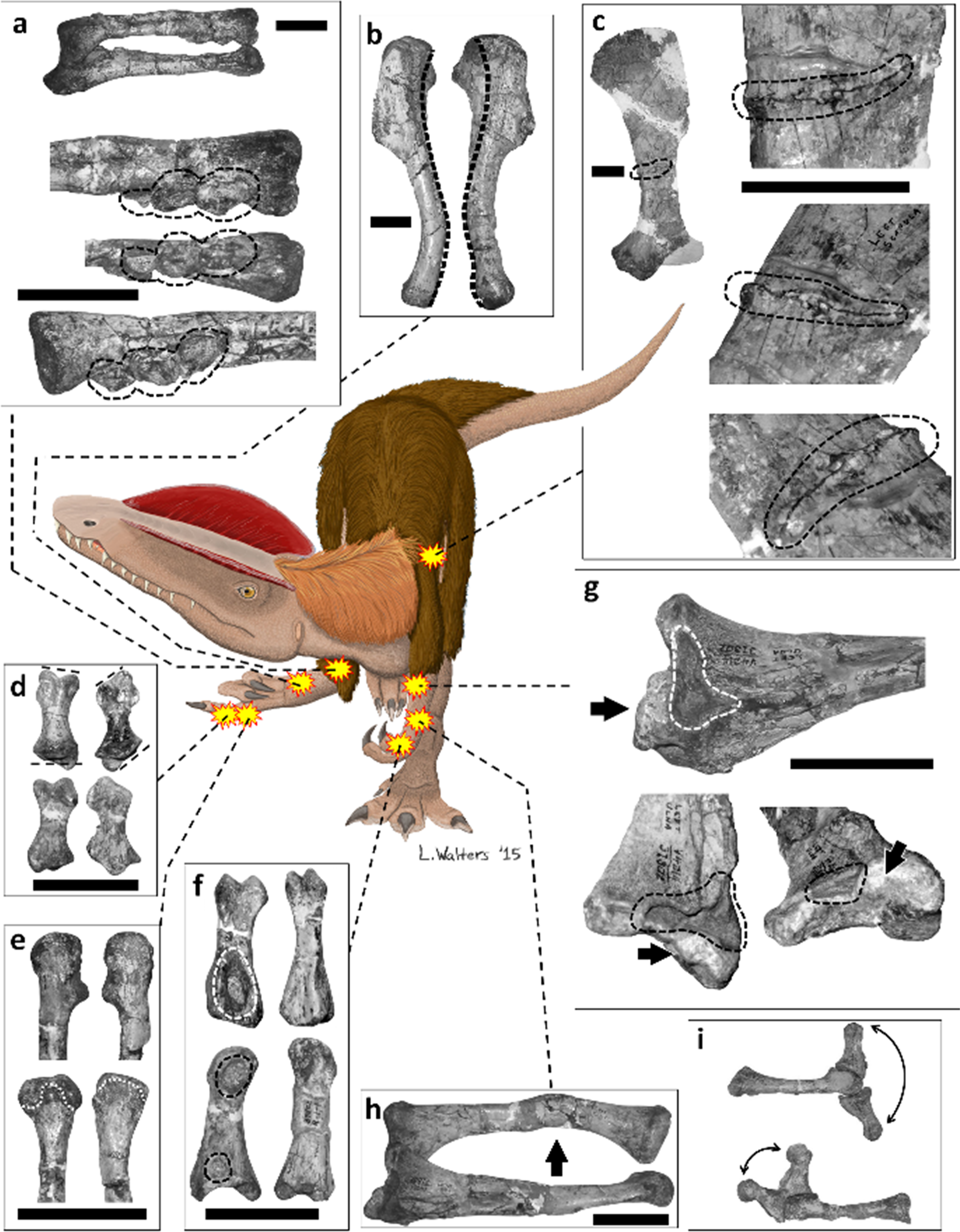
Cổ bệnh lí trên xương của mẫu định danh, được trình bày trên bản phục dựng

Welles đã phát hiện nhiều loại cổ bệnh lí khác nhau (dấu hiệu bệnh cổ xưa, chẳng hạn như chấn thương và dị tật) ở Dilophosaurus. Mẫu định danh có một rãnh trên cung đốt sống của một đốt sống cổ, có thể là dấu hiệu của chấn thương hoặc bị dập nát, và hai hố trên xương cánh tay phải có thể là dấu hiệu của áp-xe (tập hợp nhiều mủ). Welles cũng lưu ý rằng nó có một xương cánh tay bên trái nhỏ hơn và mảnh mai hơn bên phải, nhưng ngược lại ở cẳng tay. Năm 2001, nhà cổ sinh vật học người Úc Ralph Molnar cho rằng điều này là do sự bất thường trong quá trình phát triển được gọi là sự bất đối xứng dao động. Đặc điểm này có thể đã được gây ra bởi sự căng thẳng trong quần thể động vật, ví dụ do sự xáo trộn trong môi trường của chúng, và có thể cho thấy áp lực chọn lọc tự nhiên dữ dội hơn. Sự bất đối xứng cũng có thể là kết quả của các chấn thương ở thời kì phát triển ban đầu của loài vật, sẽ được phân phối ngẫu nhiên hơn theo thời gian. Một nghiên cứu năm 2001 được thực hiện bởi nhà cổ sinh vật học người Mỹ Bruce Rothschild và các đồng nghiệp đã kiểm tra 60 xương bàn chân Dilophosaurus để tìm dấu hiệu gãy xương do áp lực (do các hành động tạo áp lực, lặp đi lặp lại), nhưng không phát hiện bất cứ điều gì bất thường. Chấn thương như vậy có thể là kết quả của lối sống săn mồi rất hoạt động.

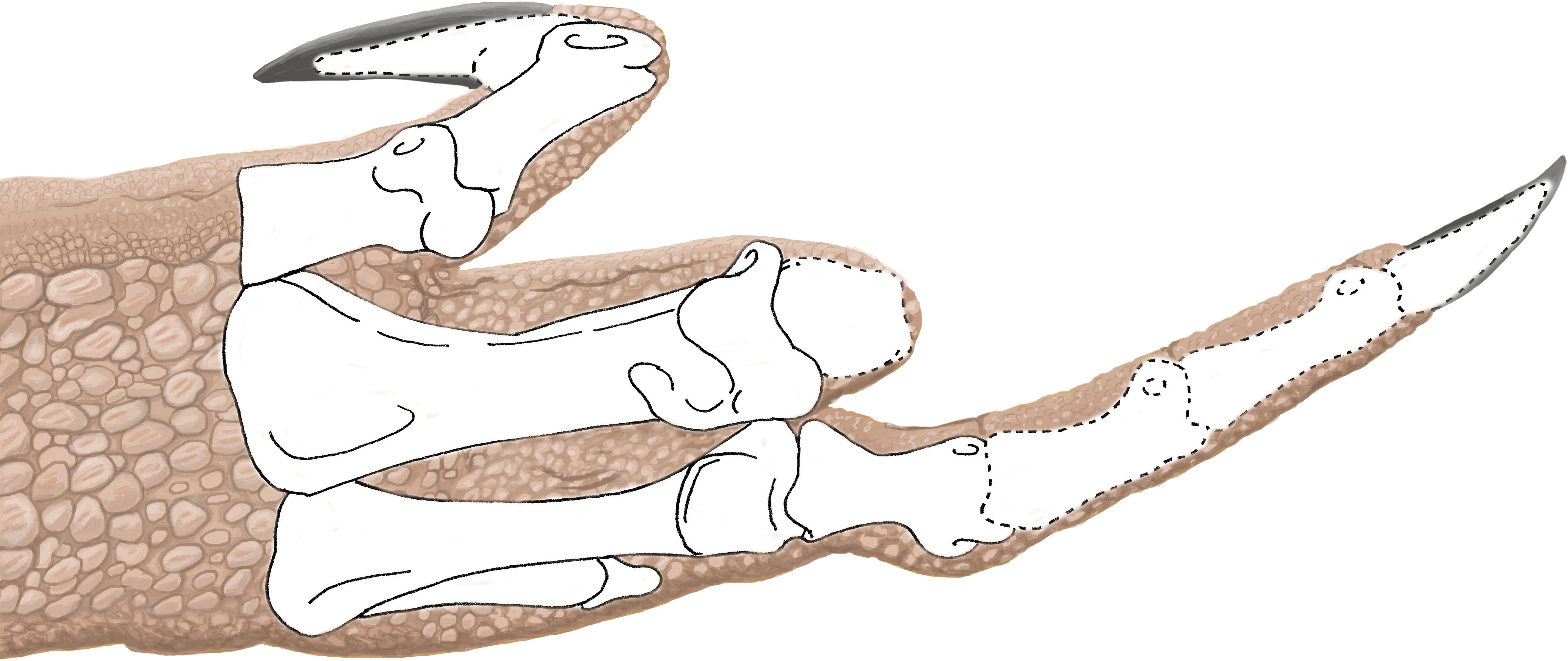
Phục hồi bàn tay phải của mẫu định danh đang uốn, với ngón thứ ba bị biến dạng (bên dưới) không thể uốn

Vào năm 2016, Senter và Sara L. Juengst đã kiểm tra các nghiên cứu cổ sinh vật học của mẫu định danh và phát hiện ra rằng nó mang số lượng lớn nhất và đa dạng nhất của các loại bệnh ác tính trên dầm ngực và chân trước của bất kỳ loài khủng long chân thú nào từng được mô tả từ trước đến nay, một số chấn thương là độc nhất ở loài này. Chỉ có sáu con khủng long ăn thịt khác được biết đến với nhiều hơn một loại cổ bênh lí trên đai ngực và bàn chân trước. Mẫu vật gốc có tám xương bị ảnh hưởng, trong khi không có mẫu vật khủng long chân thú nào khác được biết đến với hơn bốn. Ở phía bên trái của con vật, nó có một xương vai và xương quay bị gãy, và áp-xe ở xương trụ và xương đốt ngón bên ngoài của ngón tay cái. Ở phía bên phải, xương bị xoắn quanh trục cánh tay, ba khối u xương trên xương quay, một bề mặt khớp bị rời của xương xương bàn tay thứ ba, và biến dạng trên xương đốt ngón đầu tiên của ngón thứ ba. Ngón tay này đã bị biến dạng vĩnh viễn và không thể cử động uốn. Các biến dạng của cánh tay và ngón tay thứ ba có thể là do chứng loạn sản xương, chưa được báo cáo từ khủng long phi chim trước đây, nhưng được biết đến ở các loài chim. Ảnh hưởng đến những con chim chưa thành niên bị suy dinh dưỡng, bệnh này có thể gây đau ở một chi, khiến chim phải sử dụng các chi khác của chúng, do đó phát triển xoắn.
Số lượng các sự kiện chấn thương dẫn đến các dấu hiệu này là không chắc chắn, và có thể tất cả bệnh lí nêu trên đều gây ra bởi một sự kiện duy nhất, ví dụ như va đập vào cây hoặc đá trong quá trình chiến đấu với một con vật khác, có thể gây ra vết thương đâm thủng với móng vuốt của nó. Vì tất cả các vết thương đã lành, chắc chắn rằng con Dilophosaurus này đã sống sót, trong nhiều tháng, có lẽ là nhiều năm. Chi trước của nó chắc chắn sẽ không thể bắt mồi trong thời gian vết thương đang lành. Do đó, con khủng long này có thể đã phải chịu đựng một thời gian dài nhịn ăn hoặc săn các con mồi đủ nhỏ để nó có thể bắt chúng bằng miệng và chân, hoặc bằng một chi trước. Theo Senter và Juengst, mức độ đau đớn cao mà nó có thể đã trải qua trong thời gian này cho thấy nó là một con vật khỏe mạnh. Họ lưu ý rằng các cổ bệnh lí học ở khủng long chưa được báo cáo đầy đủ, và mặc dù Welles đã mô tả kỹ lưỡng về mẫu gốc, ông chỉ đề cập đến một trong những bệnh lý được tìm thấy trên mẫu. Họ cho rằng các bệnh lí như vậy đôi khi bị bỏ qua do các mô tả coi chúng là đặc điểm của loài hơn là sự bất thường hoặc do các triệu chứng đó rất khó nhận ra.

## Cổ sinh thái

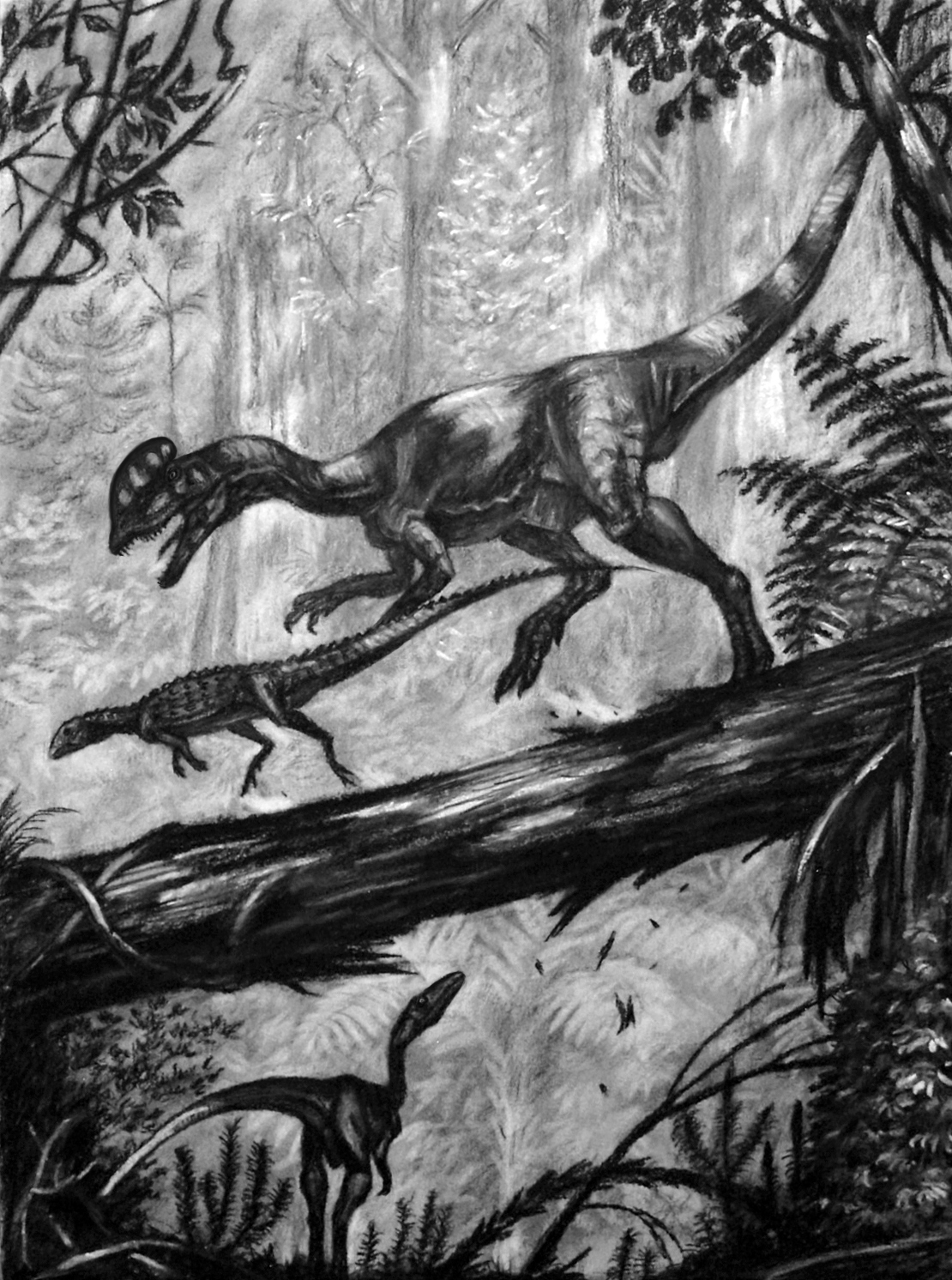
Phục dựng một con Dilophosaurus rượt đuổi một con Scutellosaurus

Dilophosaurus được biết đến từ thành hệ Kayenta, xuất hiện trong giai đoạn Sinemurian và Pliensbachian của kỷ Jura sớm, khoảng 196-183 triệu năm trước. Hệ tầng Kayenta là một phần của Glen Canyon Group bao gồm các thành hệ ở phía bắc Arizona, một phần của miền đông nam Utah, phía tây Colorado và tây bắc New Mexico. Nó bao gồm chủ yếu từ hai tướng đá, một bên bị chi phối bởi đá bột kết và mặt kia là sa thạch. Các tướng đá bột kết được tìm thấy ở phần lớn Arizona, trong khi các tướng đá sa thạch có mặt ở các khu vực phía bắc Arizona, miền nam Utah, phía tây Colorado và tây bắc New Mexico. Hệ thành chủ yếu được lắng đọng bởi các dòng sông, với các tướng đá phù sa là phần chậm hơn, rề rà hơn của hệ thống sông. Sự lắng đọng của thành hệ Kayenta kết thúc ở một cánh đồng cồn lấn chiếm mà đã trở thành sa thạch Navajo. Một niên đại xác định bằng phép đo phóng xạ của hẹ thành này vẫn chưa được thực hiện và mối tương quan địa tầng có sẵn được dựa trên sự kết hợp của phương pháp đo phóng xạ từ hóa thạch động vật có xương sống, từ địa tầng và bằng chứng của phấn hoa.
Hệ tầng Kayenta đã mang lại một bộ sưu tập nhỏ nhưng vẫn đang tiếp tục lớn lên của nhiều loại sinh vật. Hầu hết các hóa thạch được tìm thấy ở các tướng đá bột kết. Hầu hết các sinh vật được biết đến cho đến nay là động vật có xương sống. Động vật không có xương sống bao gồm vi sinh vật hoặc "tảo", gỗ hóa đá, vết hằn thực vật, hai mảnh vỏ và ốc sên nước ngọt, ostracod, và hóa thạch dấu vết của sinh vật không xương sống. Động vật có xương sống được biết đến từ cả hóa thạch cơ thể và hóa thạch dấu vết. Động vật có xương sống được biết đến từ hóa thạch cơ thể bao gồm cá mập hybodont, cá xương không xác định, cá phổi, kỳ nhông, ếch Prosalirus, caecilia Eocaecilia, rùa Kayentachelys, một số loài crocodylomorph bao gồm Calsoyasuchus, Eopneumatosuchus, Kayentasuchus và Protosuchus, và loài dực long Rhamphinion. Ngoài Dilophosaurus, nhiều loài khủng long khác được biết đến, bao gồm khủng long chân thú Megapnosaurus (một loài cần một tên chi mới cũng có thể có mào), và Kayentavenator, khủng long dạng chân thằn lằn Sarahsaurus, và nhiều loài khủng long bọc giáp như Scelidosaurus và Scutellosaurus. Bộ Một cung bên bao gồm tritylodontid Dinnebitodon, Kayentatherium, và Oligokyphus, morganucodontid, động vật có vú thực sự sớm Dinnetherium, và một động vật có vú haramiyid. Phần lớn những phát hiện này đến từ vùng lân cận Gold Spring, Arizona. Hóa thạch dấu vết của động vật có xương sống bao gồm phân hóa thạch và dấu chân của các Cung thú, thú có vú giống thằn lằn và một số loại khủng long.